# IOS 및 iPadOS 제품 목록

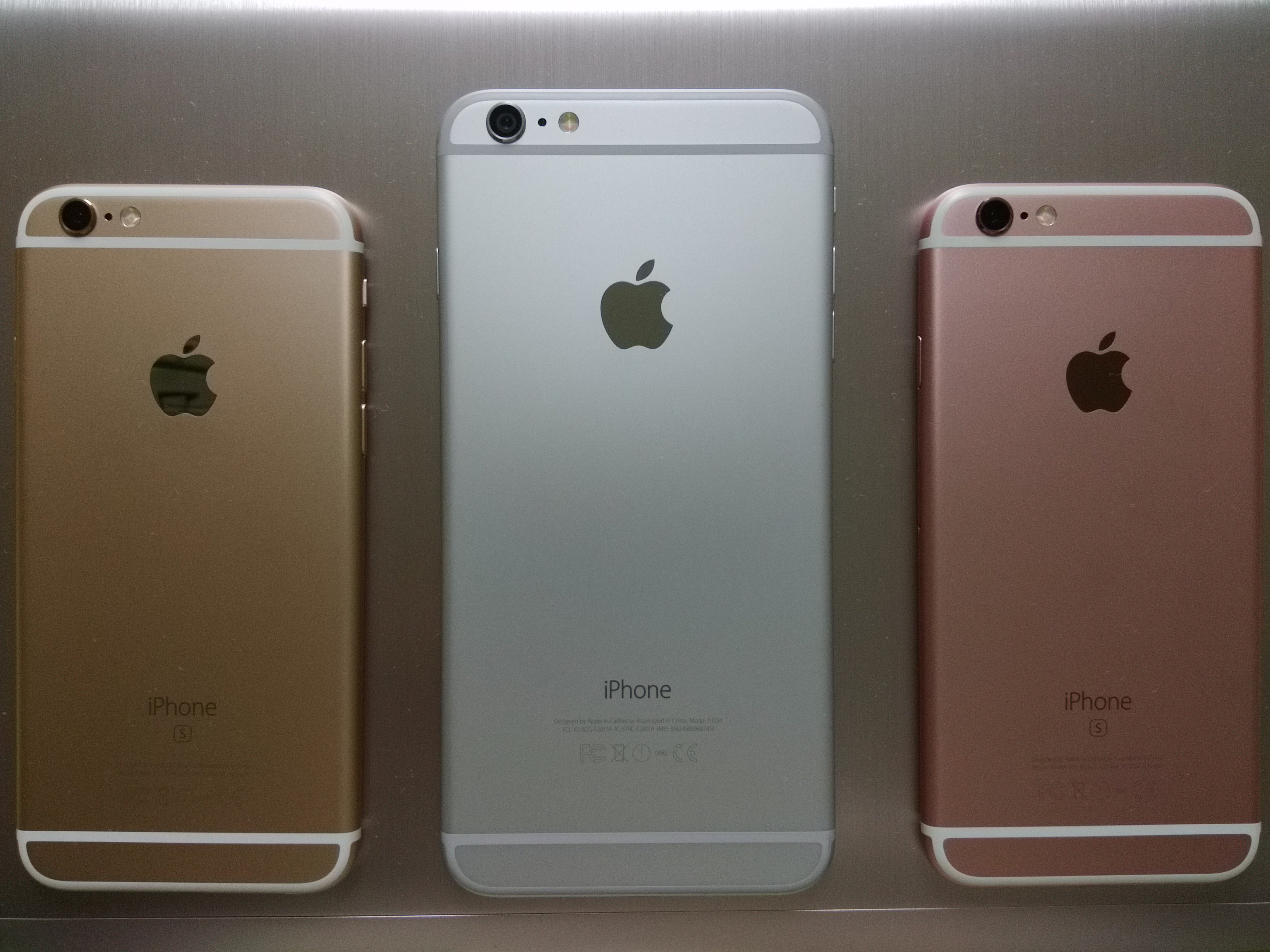
아이폰 6S (골드), 아이폰 6 플러스 (실버), 그리고 아이폰 6S (로즈골드)의 후면 이미지

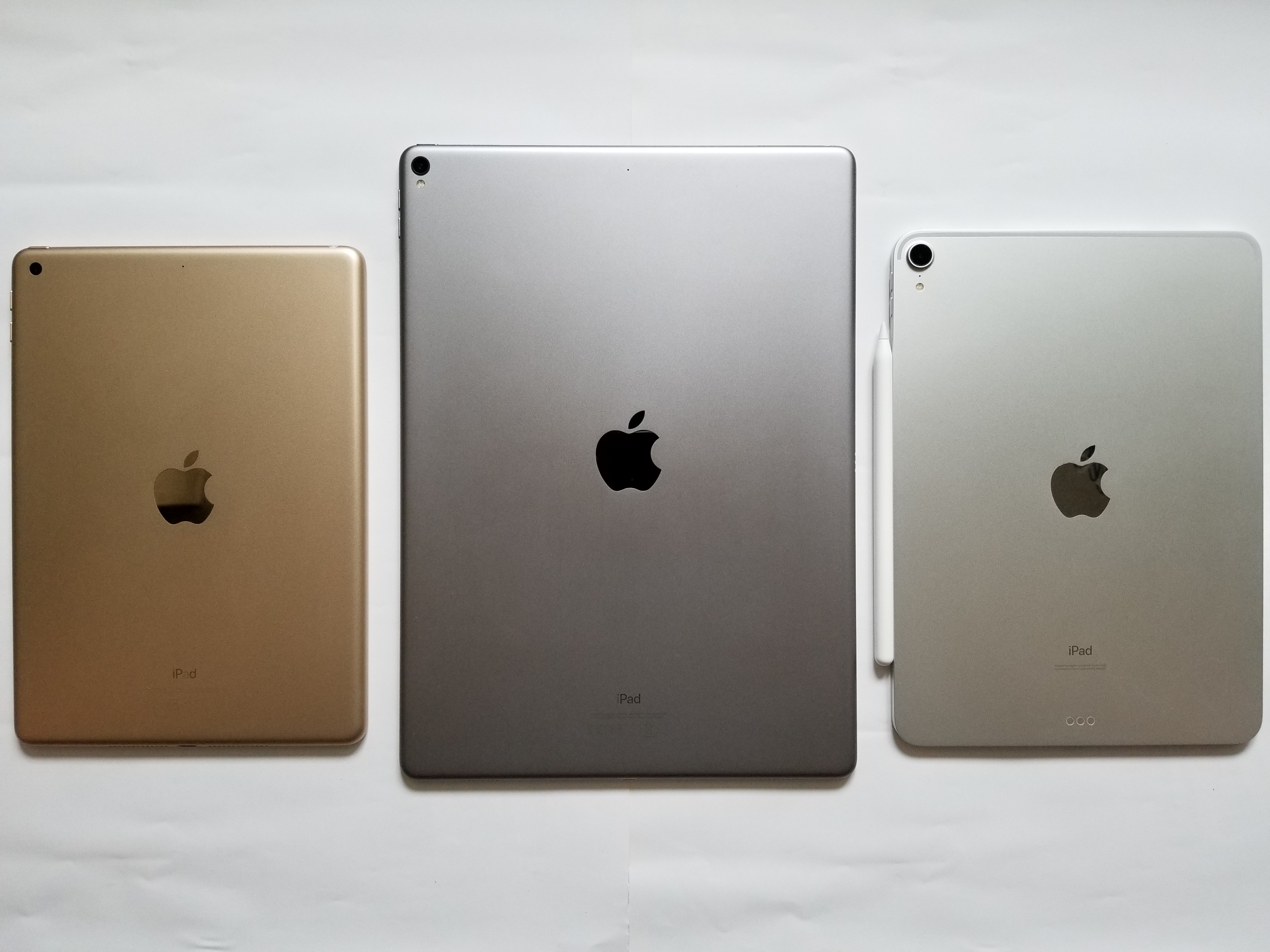
5세대 아이패드 (골드), 아이패드 프로 (12.9″스페이스 그레이), 그리고 아이패드 프로 (11″실버)의 이미지. 11" 아이패드 프로의 측면에 애플펜슬이 부착되어 있는 상태이다.

1세대 아이폰, 아이폰 3GS, 1세대 아이패드, 그리고 매직 마우스의 크기 비교

iOS 및 iPadOS 제품 목록은 애플이 디자인 및 판매하는 제품 중에서도 유닉스 기반의 운영체제인 iOS와 iPadOS를 구동하는 장치들의 목록과 비교를 다루고 있다. 이들 운영체제를 구동하는 장치에는 아이폰, 아이팟 터치, 아이패드가 포함되며, 세 장치는 모두 미디어 재생기, 휴대용 오디오 및 인터넷 클라이언트로서의 기능을 제공한다. 또한 애플 자사 소프트웨어인 TvOS를 구동하는 애플 TV는 영상 스트리밍을 위한 셋톱박스와 텔레비전을 위한 인터넷을 제공하며 기기 자체의 화면은 가지고 있지 않다. 2015년 3월까지 전 세계에 13억 5000만대의 iOS기반 장치들이 판매되었으며,  2018년 9월에는 총 20억대의 iOS 장치들이 전 세계에 판매되었다.
장치의 업데이트는 오버 디 에어 프로그래밍 기술을 사용한다. 새로운 버전의 iOS는 통상적으로 1년에 한번, 새로운 아이폰의 출시에 따라 공개되며 추가적인 제품 공개 이벤트를 통해 소규모 업데이트를 발표하는 방식이다. 모든 iOS 장치를 대상으로 진행되는 사후 소프트웨어 지원은 모두 무료이다 (예외적으로 한때 아이팟 터치 사용자들은 비용을 지불해야 기기를 업데이트 할 수 있었다). 애플은 개별 제품의 업데이트를 분기적으로 지원한다 (일반적으로 매년 지원되는 추세이다).

## 모델

### 범례
| 완전 중단           | 단종된지 7년이 지난 제품들. 해당 제품은 세계 어느 곳에서도 애플으로부터 합법적인 제품 서비스를 받을 수 없다.                                       |
| 중단                | 단종된지 5년이 지난 제품들. 해당 제품은 미국과 튀르키예에서 애플으로부터 합법적인 제품 서비스를 받을 수 있으나, 이외 지역에서의 서비스는 제한된다. |
| 판매 중단 및 미지원 | 단종된지 5년이 지나지 않은 제품들. 해당 제품들은 서비스는 가능하지만 최신버전의 iOS를 설치할 수 없다.                                              |
| 판매 중단, 지원됨   | 단종된지 5년이 지나지 않은 제품들. 해당 제품들은 서비스와 최신 버전의 iOS 또한 지원 가능하다.                                                      |
| 현행                | 현재 생산중이며 서비스와 최신 버전의 iOS가 제공된다.                                                                                               |
| 예정                | 공개되었으나 아직 출시되지 않았다. |

출처:

### 아이폰
| 세대 | 모델                | 발표됨           | 출시됨                                       | 판매 중단됨                                 | 지원 중단됨     | 지원 중단됨                       | 지원된 기간                       | 지원된 기간                         | 단종 이후 지원된 기간 | 단종 이후 지원된 기간              |
| 세대 | 모델                | 발표됨           | 출시됨                                       | 판매 중단됨                                 | 메인스트림      | 버그 수정 보안 업데이트           | 메인스트림                        | 버그 수정 보안 업데이트             | 메인스트림            | 버그 수정 보안 업데이트            |
| ---- | ------------------- | ---------------- | -------------------------------------------- | ------------------------------------------- | --------------- | --------------------------------- | --------------------------------- | ----------------------------------- | --------------------- | ---------------------------------- |
| 1    | 아이폰 (1세대)      | 2007년 1월 9일   | 2007년 6월 29일                              | 2008년 7월 11일                             | 2010년 6월 21일 | 2010년 6월 21일                   | 2년                               | 2년                                 | 1년, 11개월           | 1년, 11개월                        |
| 2    | 아이폰 3G           | 2008년 6월 9일   | 2008년 7월 11일                              | 2010년 6월 7일                              | 2011년 3월 9일  | 2011년 3월 9일                    | 2년, 7개월                        | 2년, 7개월                          | 9개월                 | 9개월                              |
| 3    | 아이폰 3GS          | 2009년 6월 8일   | 2009년 6월 19일                              | 2012년 9월 12일                             | 2013년 9월 18일 | 2014년 2월 21일                   | 4년, 2개월                        | 4년, 8개월                          | 1년                   | 1년, 5개월                         |
| 4    | 아이폰 4            | 2010년 6월 7일   | 2010년 6월 24일 2011년 2월 11일 (CDMA 모델)  | 2013년 9월 10일                             | 2014년 9월 17일 | 4년, 2개월 3년, 7개월 (CDMA 모델) | 4년, 2개월 3년, 7개월 (CDMA 모델) | 1년                                 | 1년                   |                                    |
| 5    | 아이폰 4S           | 2011년 10월 4일  | 2011년 10월 14일                             | 2014년 9월 9일                              | 2016년 9월 13일 | 2019년 7월 22일                   | 4년, 10개월                       | 7년, 9개월                          | 2년                   | 4년, 10개월                        |
| 6    | 아이폰 5            | 2012년 9월 12일  | 2012년 9월 21일                              | 2013년 9월 10일                             | 2017년 9월 19일 | 2019년 7월 22일                   | 4년                               | 6년, 10개월                         | 4년                   | 5년, 10개월                        |
| 7    | 아이폰 5C           | 2013년 9월 10일  | 2013년 9월 20일                              | 2015년 9월 9일                              | 2017년 9월 19일 | 2017년 9월 19일                   | 3년                               | 3년                                 | 2년                   | 2년                                |
| 7    | 아이폰 5S           | 2013년 9월 10일  | 2013년 9월 20일                              | 2016년 3월 21일                             | 2019년 9월 19일 | 2023년 1월 23일                   | 5년                               | 9년, 4개월                          | 3년, 5개월            | 6년, 10개월                        |
| 8    | 아이폰 6            | 2014년 9월 9일   | 2014년 9월 19일 2017년 3월 10일 (32 GB 모델) | 2016년 9월 7일 2018년 9월 12일 (32 GB 모델) | 2019년 9월 19일 | 2023년 1월 23일                   | 5년 2년, 6개월 (32 GB 모델)       | 8년, 4개월 5년, 10개월 (32 GB 모델) | 3년 1년 (32 GB 모델)  | 6년, 4개월 4년, 4개월 (32 GB 모델) |
| 8    | 아이폰 6 플러스     | 2014년 9월 9일   | 2014년 9월 19일                              | 2016년 9월 7일                              | 2019년 9월 19일 | 2023년 1월 23일                   | 5년                               | 8년, 4개월                          | 3년                   | 6년, 4개월                         |
| 9    | 아이폰 6S           | 2015년 9월 9일   | 2015년 9월 25일                              | 2018년 9월 12일                             | 2022년 9월 12일 | 지원됨 (버그 수정)                | 6년                               | 9년, 10개월                         | 4년                   | 6년, 10개월                        |
| 9    | 아이폰 6S 플러스    | 2015년 9월 9일   | 2015년 9월 25일                              | 2018년 9월 12일                             | 2022년 9월 12일 | 지원됨 (버그 수정)                | 6년                               | 9년, 10개월                         | 4년                   | 6년, 10개월                        |
| 9    | 아이폰 SE (1세대)   | 2016년 3월 21일  | 2016년 3월 31일                              | 2018년 9월 12일                             | 2022년 9월 12일 | 지원됨 (버그 수정)                | 6년, 5개월                        | 9년, 3개월                          | 4년                   | 6년, 10개월                        |
| 10   | 아이폰 7            | 2016년 9월 7일   | 2016년 9월 16일                              | 2019년 9월 10일                             | 2022년 9월 12일 | 지원됨 (버그 수정)                | 5년                               | 8년, 10개월                         | 3년                   | 5년, 10개월                        |
| 10   | 아이폰 7 플러스     | 2016년 9월 7일   | 2016년 9월 16일                              | 2019년 9월 10일                             | 2022년 9월 12일 | 지원됨 (버그 수정)                | 5년                               | 8년, 10개월                         | 3년                   | 5년, 10개월                        |
| 11   | 아이폰 8            | 2017년 9월 12일  | 2017년 9월 22일                              | 2020년 4월 15일                             | 지원 종료       | 지원 종료                         | 7년, 10개월                       | 7년, 10개월                         | 5년, 3개월            | 5년, 3개월                         |
| 11   | 아이폰 8 플러스     | 2017년 9월 12일  | 2017년 9월 22일                              | 2020년 4월 15일                             | 지원 종료       | 지원 종료                         | 7년, 10개월                       | 7년, 10개월                         | 5년, 3개월            | 5년, 3개월                         |
| 11   | 아이폰 X            | 2017년 9월 12일  | 2017년 11월 3일                              | 2018년 9월 12일                             | 지원 종료       | 지원 종료                         | 7년, 8개월                        | 7년, 8개월                          | 6년, 10개월           | 6년, 10개월                        |
| 12   | 아이폰 XR           | 2018년 9월 12일  | 2018년 10월 26일                             | 2021년 9월 14일                             | 지원 중         | 지원 중                           | 6년, 9개월                        | 6년, 9개월                          | 3년, 10개월           | 3년, 10개월                        |
| 12   | 아이폰 XS           | 2018년 9월 12일  | 2018년 9월 21일                              | 2019년 9월 10일                             | 지원 중         | 지원 중                           | 6년, 10개월                       | 6년, 10개월                         | 5년, 10개월           | 5년, 10개월                        |
| 12   | 아이폰 XS 맥스      | 2018년 9월 12일  | 2018년 9월 21일                              | 2019년 9월 10일                             | 지원 중         | 지원 중                           | 6년, 10개월                       | 6년, 10개월                         | 5년, 10개월           | 5년, 10개월                        |
| 13   | 아이폰 11           | 2019년 9월 10일  | 2019년 9월 20일                              | 2022년 9월 7일                              | 지원 중         | 지원 중                           | 5년, 10개월                       | 5년, 10개월                         | 2년, 10개월           | 2년, 10개월                        |
| 13   | 아이폰 11 프로      | 2019년 9월 10일  | 2019년 9월 20일                              | 2020년 10월 13일                            | 지원 중         | 지원 중                           | 5년, 10개월                       | 5년, 10개월                         | 4년, 9개월            | 4년, 9개월                         |
| 13   | 아이폰 11 프로 맥스 | 2019년 9월 10일  | 2019년 9월 20일                              | 2020년 10월 13일                            | 지원 중         | 지원 중                           | 5년, 10개월                       | 5년, 10개월                         | 4년, 9개월            | 4년, 9개월                         |
| 13   | 아이폰 SE (2세대)   | 2020년 4월 15일  | 2020년 4월 24일                              | 2022년 3월 8일                              | 지원 중         | 지원 중                           | 5년, 3개월                        | 5년, 3개월                          | 3년, 4개월            | 3년, 4개월                         |
| 14   | 아이폰 12           | 2020년 10월 13일 | 2020년 10월 23일                             | 생산 중                                     | 생산 중         | 생산 중                           | 4년, 9개월                        | 4년, 9개월                          | 생산 중               | 생산 중                            |
| 14   | 아이폰 12 미니      | 2020년 10월 13일 | 2020년 11월 13일                             | 2022년 9월 7일                              | 지원 중         | 지원 중                           | 4년, 8개월                        | 4년, 8개월                          | 2년, 10개월           | 2년, 10개월                        |
| 14   | 아이폰 12 프로      | 2020년 10월 13일 | 2020년 10월 23일                             | 2021년 9월 14일                             | 지원 중         | 지원 중                           | 4년, 9개월                        | 4년, 9개월                          | 3년, 10개월           | 3년, 10개월                        |
| 14   | 아이폰 12 프로 맥스 | 2020년 10월 13일 | 2020년 11월 13일                             | 2021년 9월 14일                             | 지원 중         | 지원 중                           | 4년, 8개월                        | 4년, 8개월                          | 3년, 10개월           | 3년, 10개월                        |
| 15   | 아이폰 13           | 2021년 9월 14일  | 2021년 9월 24일                              | 생산 중                                     | 생산 중         | 생산 중                           | 3년, 10개월                       | 3년, 10개월                         | 생산 중               | 생산 중                            |
| 15   | 아이폰 13 미니      | 2021년 9월 14일  | 2021년 9월 24일                              | 생산 중                                     | 생산 중         | 생산 중                           | 3년, 10개월                       | 3년, 10개월                         | 생산 중               | 생산 중                            |
| 15   | 아이폰 13 프로      | 2021년 9월 14일  | 2021년 9월 24일                              | 2022년 9월 7일                              | 지원 중         | 지원 중                           | 3년, 10개월                       | 3년, 10개월                         | 2년, 10개월           | 2년, 10개월                        |
| 15   | 아이폰 13 프로 맥스 | 2021년 9월 14일  | 2021년 9월 24일                              | 2022년 9월 7일                              | 지원 중         | 지원 중                           | 3년, 10개월                       | 3년, 10개월                         | 2년, 10개월           | 2년, 10개월                        |
| 15   | 아이폰 SE (3세대)   | 2022년 3월 8일   | 2022년 3월 18일                              | 생산 중                                     | 생산 중         | 생산 중                           | 3년, 4개월                        | 3년, 4개월                          | 생산 중               | 생산 중                            |
| 16   | 아이폰 14           | 2022년 9월 7일   | 2022년 9월 16일                              | 생산 중                                     | 생산 중         | 생산 중                           | 2년, 10개월                       | 2년, 10개월                         | 생산 중               | 생산 중                            |
| 16   | 아이폰 14 플러스    | 2022년 9월 7일   | 2022년 10월 7일                              | 생산 중                                     | 생산 중         | 생산 중                           | 2년, 9개월                        | 2년, 9개월                          | 생산 중               | 생산 중                            |
| 16   | 아이폰 14 프로      | 2022년 9월 7일   | 2022년 9월 16일                              | 생산 중                                     | 생산 중         | 생산 중                           | 2년, 10개월                       | 2년, 10개월                         | 생산 중               | 생산 중                            |
| 16   | 아이폰 14 프로 맥스 | 2022년 9월 7일   | 2022년 9월 16일                              | 생산 중                                     | 생산 중         | 생산 중                           | 2년, 10개월                       | 2년, 10개월                         | 생산 중               | 생산 중                            |

#### 생산중 및 지원됨
| 모델             | 모델                                     | 아이폰 XR | 아이폰 11 | 아이폰 SE (2세대) | 아이폰 12 미니 | 아이폰 12 | 아이폰 12 프로 | 아이폰 12 프로 맥스 |                              |
| ---------------- | ---------------------------------------- | --- | --- | --- | --- | --- | --- | --- | ---------------------------- |
| 사진             |                                          | | | | | | | |                              |
| 초기 운영체제    | 초기 운영체제                            | iOS 12.0 | iOS 13.0 | iOS 13.4 | iOS 14.1 | iOS 14.1 | iOS 14.1 | iOS 14.1 |                              |
| 최신 운영체제    | 최신 운영체제                            | iOS 14.0.1 | iOS 14.0.1 | iOS 14.0.1 | iOS 14.0.1 | iOS 14.0.1 | iOS 14.0.1 | iOS 14.0.1 |                              |
| 디스플레이       | 화면 크기                                | 6.06 in (154 mm) (대각선 길이) 5.54 in × 2.56 in (141 mm × 65 mm) | 6.06 in (154 mm) (대각선 길이) 5.54 in × 2.56 in (141 mm × 65 mm) | 4.7 in (120 mm) (대각선 길이) 4.1 in × 2.3 in (104 mm × 58 mm)                                                                         | 5.42 in (138 mm) (대각선 길이) 4.92 in × 2.27 in (125 mm × 58 mm) | 6.06 in (154 mm) (대각선 길이) 5.54 in × 2.56 in (141 mm × 65 mm) | 6.06 in (154 mm) (대각선 길이) 5.54 in × 2.56 in (141 mm × 65 mm) | 6.68 in (170 mm) (대각선 길이) 6.06 in × 2.8 in (154 mm × 71 mm) |                              |
| 디스플레이       | 백라이트                                 | LED 백라이트 | LED 백라이트 | LED 백라이트 | 빈칸 | 빈칸 | 빈칸 | 빈칸 |                              |
| 디스플레이       | 멀티 터치                                | 예 | 예 | 예 | 예 | 예 | 예 | 예 |                              |
| 디스플레이       | 기술                                     | Liquid Retina 디스플레이 (올 스크린 IPS 기술) | Liquid Retina 디스플레이 (올 스크린 IPS 기술) | Retina 디스플레이 (와이드 스크린 IPS 기술)                                                                                             | Super Retina XDR 디스플레이 (올 스크린 OLED) | Super Retina XDR 디스플레이 (올 스크린 OLED) | Super Retina XDR 디스플레이 (올 스크린 OLED) | Super Retina XDR 디스플레이 (올 스크린 OLED) |                              |
| 디스플레이       | 해상도                                   | 1792 x 828 | 1792 x 828 | 1334 x 750 | 2340 x 1080 | 2532 x 1170 | 2532 x 1170 | 2778 x 1284 |                              |
| 디스플레이       | 화소 밀도 (ppi)                          | 326 | 326 | 326 | 476 | 460 | 460 | 458 |                              |
| 디스플레이       | 화면비                                   | ~19.5:9 | ~19.5:9 | 16:9 | ~19.5:9 | ~19.5:9 | ~19.5:9 | ~19.5:9 |                              |
| 디스플레이       | 최대 밝기 ( cd⁄m2)                       | 625 | 625 | 625 | 625 | 625 | 800 | 800 |                              |
| 디스플레이       | 올레포빅 지문 방지 코팅                  | 예 | 예 | 예 | 예 | 예 | 예 | 예 |                              |
| 디스플레이       | 명암비                                   | 1400:1 | 1400:1 | 1400:1 | 2000000:1 | 2000000:1 | 2000000:1 | 2000000:1 |                              |
| 디스플레이       | sRGB 디스플레이                          | 예 | 예 | 예 | 예 | 예 | 예 | 예 |                              |
| 디스플레이       | 넓은 색영역 (P3 색영역)                  | 예 | 예 | 예 | 예 | 예 | 예 | 예 |                              |
| 디스플레이       | True Tone 디스플레이                     | 예 | 예 | 예 | 예 | 예 | 예 | 예 |                              |
| 디스플레이       | HDR 디스플레이                           | 아니요 | 아니요 | 아니요 | 예 | 예 | 예 | 예 |                              |
| 디스플레이       | HDR 10 영상물                            | 예 | 예 | 예 | 예 | 예 | 예 | 예 |                              |
| 디스플레이       | 돌비 비전                                | 예 | 예 | 예 | 예 | 예 | 예 | 예 |                              |
| 디스플레이       | 탭틱 엔진                                | 햅틱 터치 | 햅틱 터치 | 햅틱 터치 | 햅틱 터치 | 햅틱 터치 | 햅틱 터치 | 햅틱 터치 |                              |
| 프로세서         | 칩셋                                     | 애플 A12 바이오닉 | 애플 A13 바이오닉 | 애플 A13 바이오닉 | 애플 A14 바이오닉 | 애플 A14 바이오닉 | 애플 A14 바이오닉 | 애플 A14 바이오닉 |                              |
| 프로세서         | 프로세서 공정                            | 7 nm (N7) | 7 nm (N7P) | 7 nm (N7P) | 5 nm | 5 nm | 5 nm | 5 nm |                              |
| 프로세서         | 총 코어수                                | 6 (헥사코어) | 6 (헥사코어) | 6 (헥사코어) | 6 (헥사코어) | 6 (헥사코어) | 6 (헥사코어) | 6 (헥사코어) |                              |
| 프로세서         | 고성능 코어                              | 2 x Vortex | 2 x Lightning | 2 x Lightning | 2 x Firestorm | 2 x Firestorm | 2 x Firestorm | 2 x Firestorm |                              |
| 프로세서         | 저전력 코어                              | 4 x Tempest | 4 x Thunder | 4 x Thunder | 4 x Icestorm | 4 x Icestorm | 4 x Icestorm | 4 x Icestorm |                              |
| 프로세서         | 클록 속도                                | 2.49 GHz | 2.65 GHz | 2.65 GHz | | | | |                              |
| 프로세서         | 비트                                     | 64비트 | 64비트 | 64비트 | 64비트 | 64비트 | 64비트 | 64비트 |                              |
| 프로세서         | 모션 보조 프로세서                       | 애플 M12 모션 | 애플 M13 모션 | 애플 M13 모션 | 애플 M14 모션 | 애플 M14 모션 | 애플 M14 모션 | 애플 M14 모션 |                              |
| 프로세서         | 버스 폭                                  | 64비트 | 64비트 | 64비트 | 64비트 | 64비트 | 64비트 | 64비트 |                              |
| 프로세서         | 그래픽 프로세서                          | 애플 4코어 GPU (G11P) | 애플 4코어 GPU | 애플 4코어 GPU | 애플 4코어 GPU | 애플 4코어 GPU | 애플 4코어 GPU | 애플 4코어 GPU |                              |
| 프로세서         | 뉴럴 엔진                                | 2세대 애플 8코어 뉴럴 엔진 | 3세대 애플 8코어 뉴럴 엔진 | 3세대 애플 8코어 뉴럴 엔진 | 4세대 애플 16코어 뉴럴 엔진 | 4세대 애플 16코어 뉴럴 엔진 | 4세대 애플 16코어 뉴럴 엔진 | 4세대 애플 16코어 뉴럴 엔진 |                              |
| 스토리지         | 스토리지                                 | 64 GB, 128 GB, 256 GB | 64 GB, 128 GB, 256 GB | 64 GB, 128 GB, 256 GB | 64 GB, 128 GB, 256 GB | 64 GB, 128 GB, 256 GB | 128 GB, 256 GB, 512 GB | 128 GB, 256 GB, 512 GB |                              |
| 스토리지 유형    | 스토리지 유형                            | PCIe 커넥션과 공유가 가능한 NVMe 기반 컨트롤러, 낸드 플래시 드라이브 | PCIe 커넥션과 공유가 가능한 NVMe 기반 컨트롤러, 낸드 플래시 드라이브 | PCIe 커넥션과 공유가 가능한 NVMe 기반 컨트롤러, 낸드 플래시 드라이브                                                                   | PCIe 커넥션과 공유가 가능한 NVMe 기반 컨트롤러, 낸드 플래시 드라이브 | PCIe 커넥션과 공유가 가능한 NVMe 기반 컨트롤러, 낸드 플래시 드라이브 | PCIe 커넥션과 공유가 가능한 NVMe 기반 컨트롤러, 낸드 플래시 드라이브 | PCIe 커넥션과 공유가 가능한 NVMe 기반 컨트롤러, 낸드 플래시 드라이브 |                              |
| 메모리           | 메모리                                   | 3 GB | 4 GB | 3 GB | 4 GB | 4 GB | 6 GB | 6 GB |                              |
| 메모리 유형      | 메모리 유형                              | LPDDR4X | LPDDR4X | LPDDR4X | LPDDR5 | LPDDR5 | LPDDR5 | LPDDR5 |                              |
| 커넥터           | 커넥터                                   | 8핀 라이트닝 커넥터 | 8핀 라이트닝 커넥터 | 8핀 라이트닝 커넥터 | 8핀 라이트닝 커넥터 | 8핀 라이트닝 커넥터 | 8핀 라이트닝 커넥터 | 8핀 라이트닝 커넥터 |                              |
| 통신             | 와이파이 (802.11)                        | 와이파이 5 (802.11a/b/g/n/ac) | 와이파이 6 (802.11a/b/g/n/ac/ax) | 와이파이 6 (802.11a/b/g/n/ac/ax) | 와이파이 6 (802.11a/b/g/n/ac/ax) | 와이파이 6 (802.11a/b/g/n/ac/ax) | 와이파이 6 (802.11a/b/g/n/ac/ax) | 와이파이 6 (802.11a/b/g/n/ac/ax) |                              |
| 통신             | MIMO                                     | 예 | 예 | 예 | 예 | 예 | 예 | 예 |                              |
| 통신             | NFC                                      | 읽기 모드 포함 | 읽기 모드 포함 | 읽기 모드 포함 | 읽기 모드 포함 | 읽기 모드 포함 | 읽기 모드 포함 | 읽기 모드 포함 |                              |
| 통신             | Express Cards                            | 전력 제공 가능 | 전력 제공 가능 | 전력 제공 가능 | 전력 제공 가능 | 전력 제공 가능 | 전력 제공 가능 | 전력 제공 가능 |                              |
| 통신             | 블루투스                                 | 블루투스 5.0 | 블루투스 5.0 | 블루투스 5.0 | 블루투스 5.0 | 블루투스 5.0 | 블루투스 5.0 | 블루투스 5.0 |                              |
| 통신             | 애플 초광대역 U1 칩셋                    | 아니요 | 예 | 아니요 | 예 | 예 | 예 | 예 |                              |
| 통신             | 셀룰러                                   | GSM/EDGE/UMTS/HSPA+/DC-HSDPA/CDMA EV-DO Rev. A (일부모델)/LTE 어드밴스드 | GSM/EDGE/UMTS/HSPA+/DC-HSDPA/CDMA EV-DO Rev. A (일부 모델)/기가비트-클래스 LTE | GSM/EDGE/UMTS/HSPA+/DC-HSDPA/CDMA EV-DO Rev. A (일부 모델)/기가비트-클래스 LTE                                                         | GSM/EDGE/UMTS/HSPA+/DC-HSDPA/CDMA EV-DO Rev. A (일부 모델)/기가비트-클래스 LTE/5G (sub-6 GHz 및 mmWave) | GSM/EDGE/UMTS/HSPA+/DC-HSDPA/CDMA EV-DO Rev. A (일부 모델)/기가비트-클래스 LTE/5G (sub-6 GHz 및 mmWave) | GSM/EDGE/UMTS/HSPA+/DC-HSDPA/CDMA EV-DO Rev. A (일부 모델)/기가비트-클래스 LTE/5G (sub-6 GHz 및 mmWave)                                                                               | GSM/EDGE/UMTS/HSPA+/DC-HSDPA/CDMA EV-DO Rev. A (일부 모델)/기가비트-클래스 LTE/5G (sub-6 GHz 및 mmWave)                                                                               |                              |
| 통신             | VoLTE                                    | 예 | 예 | 예 | 예 | 예 | 예 | 예 |                              |
| 통신             | 보조 GPS                                 | 예 | 예 | 예 | 예 | 예 | 예 | 예 |                              |
| 통신             | GLONASS                                  | 예 | 예 | 예 | 예 | 예 | 예 | 예 |                              |
| 통신             | SIM 카드 폼팩터                          | 나노 SIM 및 eSIM | 나노 SIM 및 eSIM | 나노 SIM 및 eSIM | 나노 SIM 및 eSIM | 나노 SIM 및 eSIM | 나노 SIM 및 eSIM | 나노 SIM 및 eSIM |                              |
| 통신             | SIM 카드 폼팩터                          | 듀얼 나노 SIM (중국 본토, 홍콩 및 마카오) | 듀얼 나노 SIM (중국 본토, 홍콩 및 마카오) | 단일 나노 SIM (중국 본토) | 단일 나노 SIM (중국 본토) | 듀얼 나노 SIM (중국 본토, 홍콩 및 마카오) | 듀얼 나노 SIM (중국 본토, 홍콩 및 마카오) | 듀얼 나노 SIM (중국 본토, 홍콩 및 마카오) |                              |
| 보안             | Touch ID                                 | 아니요 | 아니요 | 예 | 아니요 | 아니요 | 아니요 | 아니요 |                              |
| 보안             | Face ID                                  | 예 | 예 | 아니요 | 예 | 예 | 예 | 예 |                              |
| 센서             | 근접 센서                                | 예 | 예 | 예 | 예 | 예 | 예 | 예 |                              |
| 센서             | 3축 자이로                               | 예 | 예 | 예 | 예 | 예 | 예 | 예 |                              |
| 센서             | 가속도계                                 | 예 | 예 | 예 | 예 | 예 | 예 | 예 |                              |
| 센서             | 조도계                                   | 예 | 예 | 예 | 예 | 예 | 예 | 예 |                              |
| 센서             | 고도계                                   | 예 | 예 | 예 | 예 | 예 | 예 | 예 |                              |
| 후면 카메라      | 카메라                                   | 1200만 화소 광각 | 1200만 화소 광각 및 1200만 화소 초광각 | 1200만 화소 광각 | 1200만 화소 광각 및 1200만 화소 초광각 | 1200만 화소 광각 및 1200만 화소 초광각 | 1200만 화소 광각, 1200만 화소 텔레포토 및 1200만 화소 초광각 | 1200만 화소 광각, 1200만 화소 텔레포토 및 1200만 화소 초광각 |                              |
| 후면 카메라      | 조리개값                                 | f/1.8 | f/1.8 (광각) f/2.4 (초광각) | f/1.8 | f/1.6 (광각) f/2.4 (초광각) | f/1.6 (광각) f/2.4 (초광각) | f/1.6 (광각) f/2.4 (초광각) f/2.0 (텔레포토) | f/1.6 (광각) f/2.4 (초광각) f/2.2 (텔레포토) |                              |
| 후면 카메라      | 옵티컬 이미지 안정화 (OIS)               | 예 | 광각 | 예 | 광각 | 광각 | 광각, 텔레포토 아이폰 12 프로 맥스의 경우 센서 이동식 이미지 안정화 적용 | 광각, 텔레포토 아이폰 12 프로 맥스의 경우 센서 이동식 이미지 안정화 적용 |                              |
| 후면 카메라      | 자동 이미지 안정화                       | 예 | 예 | 예 | 예 | 예 | 예 | 예 |                              |
| 후면 카메라      | 랜즈 매수                                | 6매 렌즈 | 6매 렌즈 (광각) 5매 렌즈 (초광각) | 6매 렌즈 | 7매 렌즈 (광각) 5매 렌즈 (초광각) | 7매 렌즈 (광각) 5매 렌즈 (초광각) | 7매 렌즈 (광각) 6매 렌즈 (텔레포토) 5매 렌즈 (초광각) | 7매 렌즈 (광각) 6매 렌즈 (텔레포토) 5매 렌즈 (초광각) |                              |
| 후면 카메라      | 야간 모드                                | 아니요 | 광각만 적용 | 아니요 | 광각, 초광각 | 광각, 초광각 | 광각, 초광각 | 광각, 초광각 |                              |
| 후면 카메라      | 자동 보정                                | 아니요 | 예 | 아니요 | 예 | 예 | 예 | 예 |                              |
| 후면 카메라      | 옵티컬 줌                                | 1x | 2x 줌아웃 | 1x | 2x 줌아웃 | 2x 줌아웃 | 2x 줌아웃, 2x 줌인 | 2x 줌아웃, 2.5x 줌인 |                              |
| 후면 카메라      | 디지털 줌                                | 5x | 5x | 5x | 5x | 5x | 10x | 12x |                              |
| 후면 카메라      | 오토 포커스                              | 포커스 픽셀 탑재 | 100% 포커스 픽셀 탑재 (광각) | 포커스 픽셀 탑재 | 100% 포커스 픽셀 탑재 (광각) | 100% 포커스 픽셀 탑재 (광각) | 100% 포커스 픽셀 탑재 (광각) | 100% 포커스 픽셀 탑재 (광각) | 100% 포커스 픽셀 탑재 (광각) |
| 후면 카메라      | 파노라마                                 | 최대 6300만 화소 | 최대 6300만 화소 | 최대 6300만 화소 | 최대 6300만 화소 | 최대 6300만 화소 | 최대 6300만 화소 | 최대 6300만 화소 |                              |
| 후면 카메라      | 인물화 모드                              | 향상된 뎁스 컨트롤과 보케 효과 | 향상된 뎁스 컨트롤과 보케 효과 | 향상된 뎁스 컨트롤과 보케 효과 | 향상된 뎁스 컨트롤과 보케 효과 | 향상된 뎁스 컨트롤과 보케 효과 | 향상된 뎁스 컨트롤과 보케 효과 | 향상된 뎁스 컨트롤과 보케 효과 |                              |
| 후면 카메라      | 인물화 조광                              | 3가지 효과 (내츄럴, 스튜디오, 컨투어) | 6가지 효과 (내츄럴, 스튜디오, 컨투어, 스테이지, 스테이지 모노, 하이키 모노) | 6가지 효과 (내츄럴, 스튜디오, 컨투어, 스테이지, 스테이지 모노, 하이키 모노)                                                            | 6가지 효과 (내츄럴, 스튜디오, 컨투어, 스테이지, 스테이지 모노, 하이키 모노) | 6가지 효과 (내츄럴, 스튜디오, 컨투어, 스테이지, 스테이지 모노, 하이키 모노) | 6가지 효과 (내츄럴, 스튜디오, 컨투어, 스테이지, 스테이지 모노, 하이키 모노) | 6가지 효과 (내츄럴, 스튜디오, 컨투어, 스테이지, 스테이지 모노, 하이키 모노) |                              |
| 후면 카메라      | 렌즈 커버                                | 사파이어 크리스털 렌즈 커버 | 사파이어 크리스털 렌즈 커버 | 사파이어 크리스털 렌즈 커버 | 사파이어 크리스털 렌즈 커버 | 사파이어 크리스털 렌즈 커버 | 사파이어 크리스털 렌즈 커버 | 사파이어 크리스털 렌즈 커버 |                              |
| 후면 카메라      | 버스트 모드                              | 예 | 예 | 예 | 예 | 예 | 예 | 예 |                              |
| 후면 카메라      | 플래시                                   | True Tone 플래시 (슬로우 싱크) | 밝아진 True Tone 플래시 (슬루우 싱크) | True Tone 플래시 (슬로우 싱크) | 밝아진 True Tone 플래시 (슬로우 싱크) | 밝아진 True Tone 플래시 (슬로우 싱크) | 밝아진 True Tone 플래시 (슬로우 싱크) | 밝아진 True Tone 플래시 (슬로우 싱크) |                              |
| 후면 카메라      | Live Photos                              | 예 | 예 | 예 | 예 | 예 | 예 | 예 |                              |
| 후면 카메라      | 넓은 색영역                              | 예 | 예 | 예 | 예 | 예 | 예 | 예 |                              |
| 후면 카메라      | HDR (사진 촬영)                          | 스마트 HDR | 차세대 스마트 HDR | 차세대 스마트 HDR | 스마트 HDR 3 | 스마트 HDR 3 | 스마트 HDR 3 | 스마트 HDR 3 |                              |
| 후면 카메라      | 비디오 녹화                              | 4K 24프레임, 30프레임 또는 60프레임 1080p HD 30프레임 또는 60프레임 | 4K 24프레임, 30프레임 또는 60프레임 1080p HD 30프레임 또는 60프레임 | 4K 24프레임, 30프레임 또는 60프레임 1080p HD 30프레임 또는 60프레임                                                                    | 4K 24프레임, 30프레임 또는 60프레임 1080p HD 30프레임 또는 60프레임 | 4K 24프레임, 30프레임 또는 60프레임 1080p HD 30프레임 또는 60프레임 | 4K 24프레임, 30프레임 또는 60프레임 1080p HD 30프레임 또는 60프레임 | 4K 24프레임, 30프레임 또는 60프레임 1080p HD 30프레임 또는 60프레임 |                              |
| 후면 카메라      | EDR 비디오                               | 30프레임 | 60프레임 | 30프레임 | 60프레임 | 60프레임 | 60프레임 | 60프레임 |                              |
| 후면 카메라      | 옵티컬 이미지 안정화 (OIS) (비디오 촬영) | 예 | 광각 | 예 | 광각 | 광각 | 광각 | 광각 |                              |
| 후면 카메라      | 옵티컬 줌                                | 1x | 2x 줌아웃 | 1x | 2x 줌아웃 | 2x 줌아웃 | 2x 줌아웃, 2x 줌인 | 2x 줌아웃, 2.5x 줌인 |                              |
| 후면 카메라      | 디지털 줌                                | 3x | 3x | 3x | 3x | 3x | 6x | 7x |                              |
| 후면 카메라      | 슬로모션 비디오                          | 1080p 12프레임 또는 240프레임 | 1080p 12프레임 또는 240프레임 | 1080p 12프레임 또는 240프레임 | 1080p 12프레임 또는 240프레임 | 1080p 12프레임 또는 240프레임 | 1080p 12프레임 또는 240프레임 | 1080p 12프레임 또는 240프레임 |                              |
| 후면 카메라      | 오디오 줌                                | 아니요 | 예 | 아니요 | 예 | 예 | 예 | 예 |                              |
| 후면 카메라      | 퀵테이크 비디오                          | iOS 14 이상 | 예 | 예 | 예 | 예 | 예 | 예 |                              |
| 후면 카메라      | 타임랩스 비디오                          | 예 | 예 | 예 | 예 | 예 | 예 | 예 |                              |
| 후면 카메라      | 시네마틱 비디오 안정화                   | 1080p and 720p | 4K, 1080p and 720p | 4K, 1080p and 720p | 4K, 1080p and 720p | 4K, 1080p and 720p | 4K, 1080p and 720p | 4K, 1080p and 720p |                              |
| 후면 카메라      | 스테레오 녹화                            | 예 | 예 | 예 | 예 | 예 | 예 | 예 |                              |
| 전면 카메라      | 카메라                                   | 700만 화소 True Depth | 1200만 화소 True Depth | 700만 화소 FaceTime HD | 1200만 화소 True Depth | 1200만 화소 True Depth | 1200만 화소 True Depth | 1200만 화소 True Depth |                              |
| 전면 카메라      | 조리개값                                 | f/2.2 | f/2.2 | f/2.2 | f/2.2 | f/2.2 | f/2.2 | f/2.2 |                              |
| 전면 카메라      | 인물화 모드                              | 향상된 뎁스 컨드롤 및 보케 효과 | 향상된 뎁스 컨드롤 및 보케 효과 | 향상된 뎁스 컨드롤 및 보케 효과 | 향상된 뎁스 컨드롤 및 보케 효과 | 향상된 뎁스 컨드롤 및 보케 효과 | 향상된 뎁스 컨드롤 및 보케 효과 | 향상된 뎁스 컨드롤 및 보케 효과 |                              |
| 전면 카메라      | 인물화 라이팅                            | 여섯가지 효과 (내츄럴, 스튜디오, 컨투어, 스테이지, 스테이지 모노, 하이키 모노) | 여섯가지 효과 (내츄럴, 스튜디오, 컨투어, 스테이지, 스테이지 모노, 하이키 모노) | 여섯가지 효과 (내츄럴, 스튜디오, 컨투어, 스테이지, 스테이지 모노, 하이키 모노)                                                         | 여섯가지 효과 (내츄럴, 스튜디오, 컨투어, 스테이지, 스테이지 모노, 하이키 모노) | 여섯가지 효과 (내츄럴, 스튜디오, 컨투어, 스테이지, 스테이지 모노, 하이키 모노) | 여섯가지 효과 (내츄럴, 스튜디오, 컨투어, 스테이지, 스테이지 모노, 하이키 모노) | 여섯가지 효과 (내츄럴, 스튜디오, 컨투어, 스테이지, 스테이지 모노, 하이키 모노) |                              |
| 전면 카메라      | Animoji 및 Memoji                        | 예 | 예 | 아니요 | 예 | 예 | 예 | 예 |                              |
| 전면 카메라      | Live Photos                              | 예 | 예 | 예 | 예 | 예 | 예 | 예 |                              |
| 전면 카메라      | 넓은 색영역                              | 예 | 예 | 예 | 예 | 예 | 예 | 예 |                              |
| 전면 카메라      | Retina 플래시                            | 예 | 예 | 예 | 예 | 예 | 예 | 예 |                              |
| 전면 카메라      | 비디오 녹화                              | 1080p 30프레임 또는 60프레임 | 4K 24프레임, 30프레임 또는 60프레임 1080p HD 30프레임 또는 60프레임 | 1080p 30프레임 | 4K 24프레임, 30프레임 또는 60프레임 1080p HD 30프레임 또는 60프레임 | 4K 24프레임, 30프레임 또는 60프레임 1080p HD 30프레임 또는 60프레임 | 4K 24프레임, 30프레임 또는 60프레임 1080p HD 30프레임 또는 60프레임 | 4K 24프레임, 30프레임 또는 60프레임 1080p HD 30프레임 또는 60프레임 |                              |
| 전면 카메라      | 슬로모션 비디오                          | 아니요 | 1080p 120프레임 | 아니요 | 1080p 120프레임 | 1080p 120프레임 | 1080p 120프레임 | 1080p 120프레임 |                              |
| 전면 카메라      | EDR 비디오                               | 30프레임 | 30프레임 | 아니요 | 30프레임 | 30프레임 | 30프레임 | 30프레임 |                              |
| 전면 카메라      | HDR (사진 촬영)                          | 스마트 HDR | 차세대 HDR | 자동 | 스마트 HDR 3 | 스마트 HDR 3 | 스마트 HDR 3 | 스마트 HDR 3 |                              |
| 전면 카메라      | 시네마틱 비디오 안정화                   | 1080p 및 720p | 4K, 1080p 및 720p | 4K, 1080p 및 720p | 4K, 1080p 및 720p | 4K, 1080p 및 720p | 4K, 1080p 및 720p | 4K, 1080p 및 720p |                              |
| 전면 카메라      | 자동 이미지 안정화                       | 예 | 예 | 예 | 예 | 예 | 예 | 예 |                              |
| 전면 카메라      | FaceTime                                 | 예 | 예 | 예 | 예 | 예 | 예 | 예 |                              |
| 오디오           | 플레이백                                 | 넓어진 스테레오 | 스페이셜 audio | 스테레오 | 스페이셜 audio | 스페이셜 audio | 스페이셜 audio | 스페이셜 audio |                              |
| 오디오           | 돌비 애트모스                            | 예 | 예 | 아니요 | 예 | 예 | 예 | 예 |                              |
| 오디오           | 3.5 mm 이어폰 잭                         | 아니요 | 아니요 | 아니요 | 아니요 | 아니요 | 아니요 | 아니요 |                              |
| HAC 점수         | HAC 점수                                 | M3, T4 | M3, T4 | M3, T4 | M3, T4 | M3, T4 | M3, T4 | M3, T4 |                              |
| 보청기와의 연동  | 보청기와의 연동                          | 예 | 예 | 예 | 예 | 예 | 예 | 예 |                              |
| 실시간 듣기      | 실시간 듣기                              | 예 | 예 | 예 | 예 | 예 | 예 | 예 |                              |
| 재질             | 전면                                     | 전 모델 검은색 전면 유리 | 전 모델 검은색 전면 유리 | 전 모델 검은색 전면 유리 | 전 모델 검은색 전면 유리 | 전 모델 검은색 전면 유리 | 전 모델 검은색 전면 유리 | 전 모델 검은색 전면 유리 |                              |
| 재질             | 후면                                     | 화이트: 흰색 후면 유리 블랙: 검은색 후면 유리 블루: 파란색 후면 유리 옐로우: 노란색 후면 유리 코럴: 코럴 색상 후면 유리 프로덕트 레드: 프로덕트 레드 색상 후면 유리                                                                                           | 화이트: 흰색 후면 유리 블랙: 검은색 후면 유리 퍼플: 보라색 후면 유리 옐로우: 노란색 후면 유리 그린: 초록색 후면 유리 프로덕트 레드: 프로덕트 레드 색상 후면 유리                                                                                           | 화이트: 흰색 후면 유리 블랙: 검은색 후면 유리 프로덕트 레드: 프로덕트 레드 색상 후면 유리                                              | 블랙: 검은색 후면 유리 화이트: 흰색 후면 유리 프로덕트 레드: 프로덕트 레드 색상 후면 유리 그린: 초록색 후면 유리 블루: 파란색 후면 유리                                                                            | 블랙: 검은색 후면 유리 화이트: 흰색 후면 유리 프로덕트 레드: 프로덕트 레드 색상 후면 유리 그린: 초록색 후면 유리 블루: 파란색 후면 유리                                                                            | 실버: 실버 색상 후면 무광 유리 그래파이트: 그래파이트 색상 후면 무광 유리 골드: 골드 색상 후면 무광 유리 퍼시픽 블루: 퍼시픽 블루 색상 후면 무광 유리                                 | 실버: 실버 색상 후면 무광 유리 그래파이트: 그래파이트 색상 후면 무광 유리 골드: 골드 색상 후면 무광 유리 퍼시픽 블루: 퍼시픽 블루 색상 후면 무광 유리                                 |                              |
| 재질             | 측면                                     | 화이트: 흰색으로 도장된 알루미늄 측면 블랙: 검은색으로 도장된 알루미늄 측면 블루: 파란색으로 도장된 알루미늄 측면 옐로우: 노란색으로 도장된 알루미늄 측면 코럴: 코럴 색상으로 도장된 알루미늄 측면 프로덕트 레드: 프로덕트 레드 색상으로 도장된 알루미늄 측면 | 화이트: 흰색으로 도장된 알루미늄 측면 블랙: 검은색으로 도장된 알루미늄 측면 퍼플: 보라색으로 도장된 알루미늄 측면 옐로우: 노란색으로 도장된 알루미늄 측면 그린: 초록색으로 도장된 알루미늄 측면 프로덕트 레드: 프로덕트 레드 색상으로 도장된 알루미늄 측면 | 화이트: 흰색으로 도장된 알루미늄 측면 블랙: 검은색으로 도장된 알루미늄 측면 프로덕트 레드: 프로덕트 레드 색상으로 도장된 알루미늄 측면 | 블랙: 검은색으로 도장된 알루미늄 측면 화이트: 흰색으로 도장된 알루미늄 측면 프로덕트 레드: 프로덕트 레드 색상으로 도장된 알루미늄 측면 그린: 초록색으로 도장된 알루미늄 측면 블루: 파란색으로 도장된 알루미늄 측면 | 블랙: 검은색으로 도장된 알루미늄 측면 화이트: 흰색으로 도장된 알루미늄 측면 프로덕트 레드: 프로덕트 레드 색상으로 도장된 알루미늄 측면 그린: 초록색으로 도장된 알루미늄 측면 블루: 파란색으로 도장된 알루미늄 측면 | 실버: 실버 색상의 스테인리스 스틸 측면 그래파이트: 그래파이트 색상의 스테인리스 스틸 측면 골드: 골드 색상의 스테인리스 스틸 측면 퍼시픽 블루: 퍼시픽 블루 색상의 스테인리스 스틸 측면 | 실버: 실버 색상의 스테인리스 스틸 측면 그래파이트: 그래파이트 색상의 스테인리스 스틸 측면 골드: 골드 색상의 스테인리스 스틸 측면 퍼시픽 블루: 퍼시픽 블루 색상의 스테인리스 스틸 측면 |                              |
| 컬러             |                                          | | | | | | | |                              |
| 전력             | 전력                                     | 3.82 V 11.24 W·h (2,942 mA·h) | 3.83 V 11.91 W·h (3,110 mA·h) | 3.82 V 6.96 W·h (1,821 mA·h) | | | | |                              |
| 고속 충전        | 고속 충전                                | 18 W, 30분에 50% 충전 (18 W 어댑터 별도 구매) | 18 W, 30분에 50% 충전 (18 W 어댑터 별도 구매) | 18 W, 30분에 50% 충전 (18 W 어댑터 별도 구매)                                                                                          | 20 W, 30분에 50% 충전 (20 W 어댑터 별도 구매) | 20 W, 30분에 50% 충전 (20 W 어댑터 별도 구매) | 20 W, 30분에 50% 충전 (20 W 어댑터 별도 구매) | 20 W, 30분에 50% 충전 (20 W 어댑터 별도 구매) |                              |
| 무선 충전        | 무선 충전                                | Qi 무선 충전 | Qi 무선 충전 | Qi 무선 충전 | MagSafe 및 Qi 무선 충전 | MagSafe 및 Qi 무선 충전 | MagSafe 및 Qi 무선 충전 | MagSafe 및 Qi 무선 충전 |                              |
| 방수방진         | 방수방진                                 | IP67 (최대 수심 1미터에서 30분간 유지) | IP68 (최대 수심 2미터에서 30분간 유지) | IP67 (최대 수심 1미터에서 30분간 유지)                                                                                                 | IP68 (최대 수심 6미터에서 30분간 유지 | IP68 (최대 수심 6미터에서 30분간 유지 | IP68 (최대 수심 6미터에서 30분간 유지 | IP68 (최대 수심 6미터에서 30분간 유지 |                              |
| 규격             | 높이                                     | 150.9 mm (5.94 in) | 150.9 mm (5.94 in) | 138.4 mm (5.45 in) | 131.5 mm (5.18 in) | 146.7 mm (5.78 in) | 146.7 mm (5.78 in) | 160.8 mm (6.33 in) |                              |
| 규격             | 폭                                       | 75.7 mm (2.98 in) | 75.7 mm (2.98 in) | 67.3 mm (2.65 in) | 64.2 mm (2.53 in) | 71.5 mm (2.81 in) | 71.5 mm (2.81 in) | 78.1 mm (3.07 in) |                              |
| 규격             | 두께                                     | 8.3 mm (0.33 in) | 8.3 mm (0.33 in) | 7.3 mm (0.29 in) | 7.4 mm (0.29 in) | 7.4 mm (0.29 in) | 7.4 mm (0.29 in) | 7.4 mm (0.29 in) |                              |
| 무게             | 무게                                     | 194 g (6.8 oz) | 194 g (6.8 oz) | 148 g (5.2 oz) | 135 g (4.8 oz) | 164 g (5.8 oz) | 189 g (6.7 oz) | 228 g (8.0 oz) |                              |
| 탄소 배출량      | 탄소 배출량                              | 62 kg CO2e | 72 kg CO2e | 57 kg CO2e | 64 kg CO2e | 70 kg CO2e | 82 kg CO2e | 86 kg CO2e |                              |
| 하드웨어 세팅    | 하드웨어 세팅                            | 아이폰11,8 | 아이폰12,1 | 아이폰12,8 | 아이폰13,1 | 아이폰13,2 | 아이폰13,3 | 아이폰13,4 |                              |
| 모델 번호        | 모델 번호                                | A1984 A2105 A2106 A2107 A2108 | A2111 A2221 A2223 | A2275 A2296 A2298 | A2176 A2398 A2399 A2400 | A2172 A2402 A2403 A2404 | A2341 A2406 A2407 A2408 | A2342 A2410 A2411 A2412 |                              |
| 발표일           | 발표일                                   | 2018년 9월 12일 | 2019년 9월 10일 | 2020년 4월 15일 | 2020년 10월 13일 | 2020년 10월 13일 | 2020년 10월 13일 | 2020년 10월 13일 |                              |
| 출시일           | 출시일                                   | 2018년 10월 26일 | 2019년 10월 20일 | 2020년 4월 24일 | 2020년 11월 13일 | 2020년 10월 23일 | 2020년 10월 23일 | 2020년 11월 23일 |                              |
| 판매 중단일      | 판매 중단일                              | 64 및 128 GB: 생산중 256 GB: 2019년 9월 10일 | 생산중 | 생산중 | 생산중 | 생산중 | 생산중 | 생산중 |                              |
| 판매 지원 중단일 | 판매 지원 중단일                         | 지원됨 | 지원됨 | 지원됨 | 지원됨 | 지원됨 | 지원됨 | 지원됨 |                              |

#### 판매 중단, 지원됨
| 모델             | 모델                               | 아이폰 6S | 아이폰 6S 플러스 | 아이폰 SE (1세대) | 아이폰 7 | 아이폰 7 플러스 | 아이폰 8 | 아이폰 8 플러스 | 아이폰 X | 아이폰 XS | 아이폰 XS 맥스 | 아이폰 11 프로 | 아이폰 11 프로 맥스 |
| ---------------- | ---------------------------------- | --- | --- | --- | --- | --- | --- | --- | --- | --- | --- | --- | --- |
| 사진             |                                    | | | | | | | | | | | | |
| 초기 운영 체제   | 초기 운영 체제                     | iOS 9.0 | iOS 9.0 | iOS 9.3 | iOS 10.0 | iOS 10.0 | iOS 11.0 | iOS 11.0 | iOS 11.0.1                                                                                                  | iOS 12.0 | iOS 12.0 | iOS 13.0 | iOS 13.0 |
| 최신 운영 체제   | 최신 운영 체제                     | iOS 14.0.1 | iOS 14.0.1 | iOS 14.0.1 | iOS 14.0.1 | iOS 14.0.1 | iOS 14.0.1 | iOS 14.0.1 | iOS 14.0.1                                                                                                  | iOS 14.0.1 | iOS 14.0.1 | iOS 14.0.1 | iOS 14.0.1 |
| 디스플레이       | 화면 크기                          | 4.7 in (120 mm) (대각선 길이) 4.1 in × 2.3 in (104 mm × 58 mm) | 5.5 in (140 mm) (대각선 길이) 4.8 in × 2.7 in (122 mm × 69 mm) | 4 in (100 mm) (대각선 길이) 3.5 in × 1.9 in (89 mm × 48 mm) | 4.7 in (120 mm) (대각선 길이) 4.1 in × 2.3 in (104 mm × 58 mm) | 5.5 in (140 mm) (대각선 길이) 4.8 in × 2.7 in (122 mm × 69 mm) | 4.7 in (120 mm) (대각선 길이) 4.1 in × 2.3 in (104 mm × 58 mm) | 5.5 in (140 mm) (대각선 길이) 4.8 in × 2.7 in (122 mm × 69 mm) | 5.85 in (149 mm) (대각선 길이) 5.31 in × 2.45 in (135 mm × 62 mm)                                           | 5.85 in (149 mm) (대각선 길이) 5.31 in × 2.45 in (135 mm × 62 mm)                                                                                      | 6.46 in (164 mm) (대각선 길이) 5.9 in × 2.73 in (150 mm × 69 mm)                                                                                       | 5.85 in (149 mm) (대각선 길이) 5.31 in × 2.45 in (135 mm × 62 mm) | 6.46 in (164 mm) (대각선 길이) 5.9 in × 2.73 in (150 mm × 69 mm) |
| 디스플레이       | 백라이트                           | LED 백라이트 | LED 백라이트 | LED 백라이트 | LED 백라이트 | LED 백라이트 | LED 백라이트 | LED 백라이트 | 빈칸 | 빈칸 | 빈칸 | 빈칸 | 빈칸 |
| 디스플레이       | 멀티 터치                          | 예 | 예 | 예 | 예 | 예 | 예 | 예 | 예 | 예 | 예 | 예 | 예 |
| 디스플레이       | 기술                               | Retina 디스플레이 (와이드 스크린 IPS 기술) | Retina 디스플레이 (와이드 스크린 IPS 기술) | Retina 디스플레이 (와이드 스크린 IPS 기술) | Retina 디스플레이 (와이드 스크린 IPS 기술) | Retina 디스플레이 (와이드 스크린 IPS 기술) | Retina 디스플레이 (와이드 스크린 IPS 기술) | Retina 디스플레이 (와이드 스크린 IPS 기술) | Super Retina HD 디스플레이 (올 스크린 OLED                                                                  | Super Retina HD 디스플레이 (올 스크린 OLED | Super Retina HD 디스플레이 (올 스크린 OLED | Super Retina XDR 디스플레이 (올 스크린 OLED | Super Retina XDR 디스플레이 (올 스크린 OLED |
| 디스플레이       | 해상도                             | 1334 x 750 | 1920 x 1080 | 1136 x 640 | 1334 x 750 | 1920 x 1080 | 1334 x 750 | 1920 x 1080 | 2436 x 1125                                                                                                 | 2436 x 1125 | 2688 x 1242 | 2436 x 1125 | 2688 x 1242 |
| 디스플레이       | 픽셀 밀도 (ppi)                    | 326 | 401 | 326 | 326 | 401 | 326 | 401 | 458 | 458 | 458 | 458 | 458 |
| 디스플레이       | 화면비                             | 16:9 | 16:9 | 71:40 (~16:9) | 16:9 | 16:9 | 16:9 | 16:9 | ~19.5:9 | ~19.5:9 | ~19.5:9 | ~19.5:9 | ~19.5:9 |
| 디스플레이       | 최대 밝기 ( cd⁄m2)                 | 500 | 500 | 500 | 625 | 625 | 625 | 625 | 625 | 625 | 625 | 800 (일반) 1200 (HDR) | 800 (일반) 1200 (HDR) |
| 디스플레이       | 올레포빅 지문 방지 코팅            | 예 | 예 | 예 | 예 | 예 | 예 | 예 | 예 | 예 | 예 | 예 | 예 |
| 디스플레이       | 명암비                             | 1400:1 | 1300:1 | 800:1 | 1400:1 | 1300:1 | 1400:1 | 1300:1 | 1000000:1                                                                                                   | 1000000:1 | 1000000:1 | 2000000:1 | 2000000:1 |
| 디스플레이       | sRGB 디스플레이                    | 예 | 예 | 예 | 예 | 예 | 예 | 예 | 예 | 예 | 예 | 예 | 예 |
| 디스플레이       | 넓은 색영역 (DCI-P3 색영역)        | 아니요 | 아니요 | 아니요 | 예 | 예 | 예 | 예 | 예 | 예 | 예 | 예 | 예 |
| 디스플레이       | True Tone 디스플레이               | 아니요 | 아니요 | 아니요 | 아니요 | 아니요 | 예 | 예 | 예 | 예 | 예 | 예 | 예 |
| 디스플레이       | HDR 디스플레이                     | 아니요 | 아니요 | 아니요 | 아니요 | 아니요 | 아니요 | 아니요 | 예 | 예 | 예 | 예 | 예 |
| 디스플레이       | HDR 10 영상물                      | 아니요 | 아니요 | 아니요 | 아니요 | 아니요 | 예 | 예 | 예 | 예 | 예 | 예 | 예 |
| 디스플레이       | 돌비 비전                          | 아니요 | 아니요 | 아니요 | 아니요 | 아니요 | 예 | 예 | HDR | HDR | HDR | HDR | HDR |
| 디스플레이       | 탭틱 엔진                          | 3D 터치 | 3D 터치 | 빈칸 | 3D 터치 | 3D 터치 | 3D 터치 | 3D 터치 | 3D 터치 | 3D 터치 | 3D 터치 | 햅틱 터치 | 햅틱 터치 |
| 프로세서         | 칩셋                               | 애플 A9 | 애플 A9 | 애플 A9 | 애플 A10 퓨전 | 애플 A10 퓨전 | 애플 A11 바이오닉 | 애플 A11 바이오닉 | 애플 A11 바이오닉                                                                                           | 애플 A12 바이오닉 | 애플 A12 바이오닉 | 애플 A13 바이오닉 | 애플 A13 바이오닉 |
| 프로세서         | 프로세서 공정                      | 16 nm (TSMC) 또는 14 nm (삼성) | 16 nm (TSMC) 또는 14 nm (삼성) | 16 nm (TSMC) 또는 14 nm (삼성) | 16 nm | 16 nm | 10 nm | 10 nm | 10 nm | 7 nm (N7) | 7 nm (N7) | 7 nm (N7) | 7 nm (N7) |
| 프로세서         | 총 코어수                          | 2 (듀얼코어) | 2 (듀얼코어) | 2 (듀얼코어) | 4 (쿼드코어) | 4 (쿼드코어) | 6 (헥사코어) | 6 (헥사코어) | 6 (헥사코어)                                                                                                | 6 (헥사코어) | 6 (헥사코어) | 6 (헥사코어) | 6 (헥사코어) |
| 프로세서         | 고성능 코어                        | 2 x Twister | 2 x Twister | 2 x Twister | 2 x Hurricane | 2 x Hurricane | 2 x Monsoon | 2 x Monsoon | 2 x Monsoon                                                                                                 | 2 x Vortex | 2 x Vortex | 2 x Lightning | 2 x Lightning |
| 프로세서         | 저전력 코어                        | 빈칸 | 빈칸 | 빈칸 | 2 x Zephyr | 2 x Zephyr | 4 x Mistral | 4 x Mistral | 4 x Mistral                                                                                                 | 4 x Tempest | 4 x Tempest | 4 x Thunder | 4 x Thunder |
| 프로세서         | 클록 속도                          | 1.85 GHz | 1.85 GHz | 1.85 GHz | 2.34 GHz | 2.34 GHz | 2.39 GHz | 2.39 GHz | 2.39 GHz | 2.49 GHz | 2.49 GHz | 2.65 GHz | 2.65 GHz |
| 프로세서         | 비트                               | 64비트 | 64비트 | 64비트 | 64비트 | 64비트 | 64비트 | 64비트 | 64비트 | 64비트 | 64비트 | 64비트 | 64비트 |
| 프로세서         | 모션 보조 프로세서                 | 애플 M9 모션 | 애플 M9 모션 | 애플 M9 모션 | 애플 M10 모션 | 애플 M10 모션 | 애플 M11 모션 | 애플 M11 모션 | 애플 M11 모션                                                                                               | 애플 M12 모션 | 애플 M12 모션 | 애플 M13 모션 | 애플 M13 모션 |
| 프로세서         | 버스 폭                            | 64비트 | 64비트 | 64비트 | 64비트 | 64비트 | 64비트 | 64비트 | 64비트 | 64비트 | 64비트 | 64비트 | 64비트 |
| 프로세서         | 그래픽 프로세서                    | PowerVR GT7600 (헥사코어) | PowerVR GT7600 (헥사코어) | PowerVR GT7600 (헥사코어) | PowerVR GT7600 플러스 (헥사코어) | PowerVR GT7600 플러스 (헥사코어) | 애플 3코어 GPU | 애플 3코어 GPU | 애플 3코어 GPU                                                                                              | 애플 4코어 GPU (G11P) | 애플 4코어 GPU (G11P) | 애플 4코어 GPU (G11P) | 애플 4코어 GPU (G11P) |
| 프로세서         | 뉴럴 엔진                          | 빈칸 | 빈칸 | 빈칸 | 빈칸 | 빈칸 | 1세대 애플 2코어 뉴럴 엔진 | 1세대 애플 2코어 뉴럴 엔진 | 1세대 애플 2코어 뉴럴 엔진                                                                                  | 2세대 애플 8코어 뉴럴 엔진 | 2세대 애플 8코어 뉴럴 엔진 | 2세대 애플 8코어 뉴럴 엔진 | 2세대 애플 8코어 뉴럴 엔진 |
| 스토리지         | 스토리지                           | 16 GB, 32 GB, 64 GB, 128 GB | 16 GB, 32 GB, 64 GB, 128 GB | 16 GB, 32 GB, 64 GB, 128 GB | 32 GB, 128 GB, 256 GB | 32 GB, 128 GB, 256 GB | 64 GB, 128 GB, 256 GB | 64 GB, 128 GB, 256 GB | 64 GB, 256 GB                                                                                               | 64 GB, 256 GB, 512 GB | 64 GB, 256 GB, 512 GB | 64 GB, 256 GB, 512 GB | 64 GB, 256 GB, 512 GB |
| 스토리지 유형    | 스토리지 유형                      | PCIe 커넥션과 공유가 가능한 NVMe 기반 컨트롤러, 낸드 플래시 드라이브 | PCIe 커넥션과 공유가 가능한 NVMe 기반 컨트롤러, 낸드 플래시 드라이브 | PCIe 커넥션과 공유가 가능한 NVMe 기반 컨트롤러, 낸드 플래시 드라이브 | PCIe 커넥션과 공유가 가능한 NVMe 기반 컨트롤러, 낸드 플래시 드라이브 | PCIe 커넥션과 공유가 가능한 NVMe 기반 컨트롤러, 낸드 플래시 드라이브 | PCIe 커넥션과 공유가 가능한 NVMe 기반 컨트롤러, 낸드 플래시 드라이브 | PCIe 커넥션과 공유가 가능한 NVMe 기반 컨트롤러, 낸드 플래시 드라이브 | PCIe 커넥션과 공유가 가능한 NVMe 기반 컨트롤러, 낸드 플래시 드라이브                                        | PCIe 커넥션과 공유가 가능한 NVMe 기반 컨트롤러, 낸드 플래시 드라이브                                                                                   | PCIe 커넥션과 공유가 가능한 NVMe 기반 컨트롤러, 낸드 플래시 드라이브                                                                                   | PCIe 커넥션과 공유가 가능한 NVMe 기반 컨트롤러, 낸드 플래시 드라이브 | PCIe 커넥션과 공유가 가능한 NVMe 기반 컨트롤러, 낸드 플래시 드라이브 |
| 메모리           | 메모리                             | 2 GB | 2 GB | 2 GB | 2 GB | 3 GB | 2 GB | 3 GB | 3 GB | 4 GB | 4 GB | 4 GB | 4 GB |
| 메모리 유형      | 메모리 유형                        | LPDDR4 | LPDDR4 | LPDDR4 | LPDDR4 | LPDDR4 | LPDDR4X | LPDDR4X | LPDDR4X | LPDDR4X | LPDDR4X | LPDDR4X | LPDDR4X |
| 커넥터           | 커넥터                             | 8핀 라이트닝 커넥터 | 8핀 라이트닝 커넥터 | 8핀 라이트닝 커넥터 | 8핀 라이트닝 커넥터 | 8핀 라이트닝 커넥터 | 8핀 라이트닝 커넥터 | 8핀 라이트닝 커넥터 | 8핀 라이트닝 커넥터                                                                                         | 8핀 라이트닝 커넥터 | 8핀 라이트닝 커넥터 | 8핀 라이트닝 커넥터 | 8핀 라이트닝 커넥터 |
| 통신             | 와이파이 (802.11)                  | 와이파이 5 (802.11a/b/g/n/ac) | 와이파이 5 (802.11a/b/g/n/ac) | 와이파이 5 (802.11a/b/g/n/ac) | 와이파이 5 (802.11a/b/g/n/ac) | 와이파이 5 (802.11a/b/g/n/ac) | 와이파이 5 (802.11a/b/g/n/ac) | 와이파이 5 (802.11a/b/g/n/ac) | 와이파이 5 (802.11a/b/g/n/ac)                                                                               | 와이파이 5 (802.11a/b/g/n/ac) | 와이파이 5 (802.11a/b/g/n/ac) | 와이파이 6 (802.11a/b/g/n/ac/ax) | 와이파이 6 (802.11a/b/g/n/ac/ax) |
| 통신             | MIMO                               | 예 | 예 | 아니요 | 예 | 예 | 예 | 예 | 예 | 예 | 예 | 예 | 예 |
| 통신             | NFC                                | 예 | 예 | 예 | 읽기 모드 포함 | 읽기 모드 포함 | 읽기 모드 포함 | 읽기 모드 포함 | 읽기 모드 포함                                                                                              | 읽기 모드 포함 | 읽기 모드 포함 | 읽기 모드 포함 | 읽기 모드 포함 |
| 통신             | Express Cards                      | 예 | 예 | 예 | 예 | 예 | 예 | 예 | 예 | 전력 제공 가능 | 전력 제공 가능 | 전력 제공 가능 | 전력 제공 가능 |
| 통신             | 블루투스                           | 블루투스 4.2 | 블루투스 4.2 | 블루투스 4.2 | 블루투스 4.2 | 블루투스 4.2 | 블루투스 5.0 | 블루투스 5.0 | 블루투스 5.0                                                                                                | 블루투스 5.0 | 블루투스 5.0 | 블루투스 5.0 | 블루투스 5.0 |
| 통신             | 애플 초광대역 U1 칩셋              | 아니요 | 아니요 | 아니요 | 아니요 | 아니요 | 아니요 | 아니요 | 아니요 | 아니요 | 아니요 | 예 | 예 |
| 통신             | 셀룰러                             | GSM/EDGE/UMTS/HSPA+/DC-HSDPA/CDMA EV-DO Rev. A (일부 모델)/LTE 어드밴스드 | GSM/EDGE/UMTS/HSPA+/DC-HSDPA/CDMA EV-DO Rev. A (일부 모델)/LTE 어드밴스드 | GSM/EDGE/UMTS/HSPA+/DC-HSDPA/CDMA EV-DO Rev. A (일부 모델)/LTE | GSM/EDGE/UMTS/HSPA+/DC-HSDPA/CDMA EV-DO Rev. A (일부 모델)/LTE 어드밴스드 | GSM/EDGE/UMTS/HSPA+/DC-HSDPA/CDMA EV-DO Rev. A (일부 모델)/LTE 어드밴스드 | GSM/EDGE/UMTS/HSPA+/DC-HSDPA/CDMA EV-DO Rev. A (일부 모델)/LTE 어드밴스드 | GSM/EDGE/UMTS/HSPA+/DC-HSDPA/CDMA EV-DO Rev. A (일부 모델)/LTE 어드밴스드 | GSM/EDGE/UMTS/HSPA+/DC-HSDPA/CDMA EV-DO Rev. A (일부 모델)/LTE 어드밴스드                                   | GSM/EDGE/UMTS/HSPA+/DC-HSDPA/CDMA EV-DO Rev. A (일부 모델)/LTE 어드밴스드                                                                              | GSM/EDGE/UMTS/HSPA+/DC-HSDPA/CDMA EV-DO Rev. A (일부 모델)/LTE 어드밴스드                                                                              | GSM/EDGE/UMTS/HSPA+/DC-HSDPA/CDMA EV-DO Rev. A (일부 모델)/Gigabit-class LTE | GSM/EDGE/UMTS/HSPA+/DC-HSDPA/CDMA EV-DO Rev. A (일부 모델)/Gigabit-class LTE |
| 통신             | VoLTE                              | 예 | 예 | 예 | 예 | 예 | 예 | 예 | 예 | 예 | 예 | 예 | 예 |
| 통신             | 보조 GPS                           | 예 | 예 | 예 | 예 | 예 | 예 | 예 | 예 | 예 | 예 | 예 | 예 |
| 통신             | GLONASS                            | 예 | 예 | 예 | 예 | 예 | 예 | 예 | 예 | 예 | 예 | 예 | 예 |
| 통신             | SIM 카드 폼팩터                    | 나노 SIM | 나노 SIM | 나노 SIM | 나노 SIM | 나노 SIM | 나노 SIM | 나노 SIM | 나노 SIM | 나노 SIM 및 eSIM | 나노 SIM 및 eSIM | 나노 SIM 및 eSIM | 나노 SIM 및 eSIM |
| 통신             | SIM 카드 폼팩터                    | 나노 SIM | 나노 SIM | 나노 SIM | 나노 SIM | 나노 SIM | 나노 SIM | 나노 SIM | 나노 SIM | 싱글 나노 SIM (중국 본토) | 듀얼 나노 SIM (중국 본토, 홍콩 및 마카오) | 듀얼 나노 SIM (중국 본토, 홍콩 및 마카오) | 듀얼 나노 SIM (중국 본토, 홍콩 및 마카오) |
| 보안             | Touch ID                           | 2세대 | 2세대 | 1세대 | 예 | 예 | 예 | 예 | 아니요 | 아니요 | 아니요 | 아니요 | 아니요 |
| 보안             | Face ID                            | 아니요 | 아니요 | 아니요 | 아니요 | 아니요 | 아니요 | 아니요 | 예 | 예 | 예 | 예 | 예 |
| 센서             | 근접 센서                          | 예 | 예 | 예 | 예 | 예 | 예 | 예 | 예 | 예 | 예 | 예 | 예 |
| 센서             | 3축 자이로                         | 예 | 예 | 예 | 예 | 예 | 예 | 예 | 예 | 예 | 예 | 예 | 예 |
| 센서             | 가속도계                           | 예 | 예 | 예 | 예 | 예 | 예 | 예 | 예 | 예 | 예 | 예 | 예 |
| 센서             | 조도계                             | 예 | 예 | 예 | 예 | 예 | 예 | 예 | 예 | 예 | 예 | 예 | 예 |
| 센서             | 고도계                             | 예 | 예 | 아니요 | 예 | 예 | 예 | 예 | 예 | 예 | 예 | 예 | 예 |
| 후면 카메라      | 카메라                             | 1200만 화소 광각 | 1200만 화소 광각 | 1200만 화소 광각 | 1200만 화소 광각 | 1200만 화소 광각 및 1200만 화소 텔레포토 | 1200만 화소 광각 | 1200만 화소 광각 및 1200만 화소 텔레포토 | 1200만 화소 광각 및 1200만 화소 텔레포토                                                                    | 1200만 화소 광각 및 1200만 화소 텔레포토 | 1200만 화소 광각 및 1200만 화소 텔레포토 | 1200만 화소 광각, 1200만 화소 초광각 및 1200만 화소 텔레포토 | 1200만 화소 광각, 1200만 화소 초광각 및 1200만 화소 텔레포토 |
| 후면 카메라      | 조리개값                           | f/2.2 | f/2.2 | f/2.2 | f/1.8 | f/1.8 (광각) f/2.4 (텔레포토) | f/1.8 | f/1.8 (광각) f/2.8 (텔레포토) | f/1.8 (광각) f/2.4 (텔레포토)                                                                               | f/1.8 (광각) f/2.4 (텔레포토) | f/1.8 (광각) f/2.4 (텔레포토) | f/1.8 (광각) f/2.4 (초광각) f/2.0 (텔레포토) | f/1.8 (광각) f/2.4 (초광각) f/2.0 (텔레포토) |
| 후면 카메라      | 옵티컬 이미지 안정화 (OIS)         | 아니요 | 예 | 아니요 | 예 | 광각 | 예 | 광각 | 광각 및 텔레포토                                                                                            | 광각 및 텔레포토 | 광각 및 텔레포토 | 광각 및 텔레포토 | 광각 및 텔레포토 |
| 후면 카메라      | 자동 이미지 안정화                 | 예 | 예 | 예 | 예 | 예 | 예 | 예 | 예 | 예 | 예 | 예 | 예 |
| 후면 카메라      | 렌즈 매수                          | 5매 렌즈 | 5매 렌즈 | 5매 렌즈 | 6매 렌즈 | 6매 렌즈 (광각 및 텔레포토) | 6매 렌즈 | 6매 렌즈 (광각 및 텔레포토) | 6매 렌즈 (광각 및 텔레포토)                                                                                 | 6매 렌즈 (광각 및 텔레포토) | 6매 렌즈 (광각 및 텔레포토) | 6매 렌즈 (광각 및 텔레포토) 5매 렌즈 (초광각) | 6매 렌즈 (광각 및 텔레포토) 5매 렌즈 (초광각) |
| 후면 카메라      | 야간 모드                          | 아니요 | 아니요 | 아니요 | 아니요 | 아니요 | 아니요 | 아니요 | 아니요 | 아니요 | 아니요 | 광각만 적용 | 광각만 적용 |
| 후면 카메라      | 자동 보정                          | 아니요 | 아니요 | 아니요 | 아니요 | 아니요 | 아니요 | 아니요 | 아니요 | 아니요 | 아니요 | 예 | 예 |
| 후면 카메라      | 옵티컬 줌                          | 1x | 1x | 1x | 1x | 2x 줌인 | 1x | 2x 줌인 | 2x 줌인 | 2x 줌인 | 2x 줌인 | 2x 줌아웃, 2x 줌인 | 2x 줌아웃, 2x 줌인 |
| 후면 카메라      | 디지털 줌                          | 5x | 5x | 5x | 5x | 10x 줌인 | 5x | 10x 줌인 | 10x 줌인 | 10x 줌인 | 10x 줌인 | 10x | 10x |
| 후면 카메라      | 자동 초점                          | 포커스 픽셀 탑재 | 포커스 픽셀 탑재 | 포커스 픽셀 탑재 | 포커스 픽셀 탑재 | 포커스 픽셀 탑재 | 포커스 픽셀 탑재 | 포커스 픽셀 탑재 | 포커스 픽셀 탑재                                                                                            | 포커스 픽셀 탑재 | 포커스 픽셀 탑재 | 100% 포커스 픽셀 탑재 (광각) | 100% 포커스 픽셀 탑재 (광각) |
| 후면 카메라      | 파노라마                           | 최대 6300만 화소 | 최대 6300만 화소 | 최대 6300만 화소 | 최대 6300만 화소 | 최대 6300만 화소 | 최대 6300만 화소 | 최대 6300만 화소 | 최대 6300만 화소                                                                                            | 최대 6300만 화소 | 최대 6300만 화소 | 최대 6300만 화소 | 최대 6300만 화소 |
| 후면 카메라      | 인물화 모드                        | 아니요 | 아니요 | 아니요 | 아니요 | 예 | 아니요 | 예 | 예 | 향상된 뎁스 컨트롤과 보케 효과 | 향상된 뎁스 컨트롤과 보케 효과 | 향상된 뎁스 컨트롤과 보케 효과 | 향상된 뎁스 컨트롤과 보케 효과 |
| 후면 카메라      | 인물화 라이팅                      | 아니요 | 아니요 | 아니요 | 아니요 | 아니요 | 아니요 | 5가지 효과 (내츄럴, 스튜디오, 컨투어, 스테이지, 스테이지 모노) | 5가지 효과 (내츄럴, 스튜디오, 컨투어, 스테이지, 스테이지 모노)                                              | 6가지 효과 (내츄럴, 스튜디오, 컨투어, 스테이지, 스테이지 모노, 하이키 모노)                                                                            | 6가지 효과 (내츄럴, 스튜디오, 컨투어, 스테이지, 스테이지 모노, 하이키 모노)                                                                            | 6가지 효과 (내츄럴, 스튜디오, 컨투어, 스테이지, 스테이지 모노, 하이키 모노) | 6가지 효과 (내츄럴, 스튜디오, 컨투어, 스테이지, 스테이지 모노, 하이키 모노) |
| 후면 카메라      | 렌즈 커버                          | 사파이어 크리스털 렌즈 커버 | 사파이어 크리스털 렌즈 커버 | 사파이어 크리스털 렌즈 커버 | 사파이어 크리스털 렌즈 커버 | 사파이어 크리스털 렌즈 커버 | 사파이어 크리스털 렌즈 커버 | 사파이어 크리스털 렌즈 커버 | 사파이어 크리스털 렌즈 커버                                                                                 | 사파이어 크리스털 렌즈 커버 | 사파이어 크리스털 렌즈 커버 | 사파이어 크리스털 렌즈 커버 | 사파이어 크리스털 렌즈 커버 |
| 후면 카메라      | 버스트 모드                        | 예 | 예 | 예 | 예 | 예 | 예 | 예 | 예 | 예 | 예 | 예 | 예 |
| 후면 카메라      | 플래시                             | True Tone 플래시 | True Tone 플래시 | True Tone 플래시 | True Tone 플래시 | True Tone 플래시 | True Tone 플래시 (슬로우 싱크) | True Tone 플래시 (슬로우 싱크) | True Tone 플래시 (슬로우 싱크)                                                                              | True Tone 플래시 (슬로우 싱크) | True Tone 플래시 (슬로우 싱크) | True Tone 플래시 (슬로우 싱크) | True Tone 플래시 (슬로우 싱크) |
| 후면 카메라      | Live Photos                        | 예 | 예 | 예 | 예 | 예 | 예 | 예 | 예 | 예 | 예 | 예 | 예 |
| 후면 카메라      | 넓은 색영역                        | 아니요 | 아니요 | 아니요 | 예 | 예 | 예 | 예 | 예 | 예 | 예 | 예 | 예 |
| 후면 카메라      | HDR (사진 촬영)                    | 예 | 예 | 예 | 예 | 예 | 오토 HDR | 오토 HDR | 오토 HDR | 스마트 HDR | 스마트 HDR | 차세대 스마트 HDR | 차세대 스마트 HDR |
| 후면 카메라      | 비디오 녹화                        | 4K 30프레임 1080p HD 30프레임 및 60프레임 | 4K 30프레임 1080p HD 30프레임 및 60프레임 | 4K 30프레임 1080p HD 30프레임 및 60프레임 | 4K 30프레임 1080p HD 30프레임 및 60프레임 | 4K 30프레임 1080p HD 30프레임 및 60프레임 | 4K 24프레임, 30프레임 및 60프레임 1080p HD 30프레임 및 60프레임 | 4K 24프레임, 30프레임 및 60프레임 1080p HD 30프레임 및 60프레임 | 4K 24프레임, 30프레임 및 60프레임 1080p HD 30프레임 및 60프레임                                             | 4K 24프레임, 30프레임 및 60프레임 1080p HD 30프레임 및 60프레임                                                                                        | 4K 24프레임, 30프레임 및 60프레임 1080p HD 30프레임 및 60프레임                                                                                        | 4K 24프레임, 30프레임 및 60프레임 1080p HD 30프레임 및 60프레임 | 4K 24프레임, 30프레임 및 60프레임 1080p HD 30프레임 및 60프레임 |
| 후면 카메라      | EDR 비디오                         | 아니요 | 아니요 | 아니요 | 아니요 | 아니요 | 아니요 | 아니요 | 아니요 | 30프레임 | 30프레임 | 60프레임 | 60프레임 |
| 후면 카메라      | 옵티컬 이미지 안정화 (비디오 촬영) | 아니요 | 예 | 아니요 | 예 | 광각 | 예 | 광각 | 광각 및 텔레포토                                                                                            | 광각 및 텔레포토 | 광각 및 텔레포토 | 광각 및 텔레포토 | 광각 및 텔레포토 |
| 후면 카메라      | 옵티컬 줌                          | 1x | 1x | 1x | 1x | 2x 줌인 | 1x | 2x 줌인 | 2x 줌인 | 2x 줌인 | 2x 줌인 | 2x 줌아웃, 2x 줌인 | 2x 줌아웃, 2x 줌인 |
| 후면 카메라      | 디지털 줌                          | 3x | 3x | 3x | 3x | 6x 줌인 | 3x | 6x 줌인 | 6x 줌인 | 6x 줌인 | 6x 줌인 | 6x | 6x |
| 후면 카메라      | 슬로모션 비디오                    | 1080p 120프레임, 720p 240프레임 | 1080p 120프레임, 720p 240프레임 | 1080p 120프레임, 720p 240프레임 | 1080p 120프레임, 720p 240프레임 | 1080p 120프레임, 720p 240프레임 | 1080p 120프레임 240프레임 | 1080p 120프레임 240프레임 | 1080p 120프레임 240프레임                                                                                   | 1080p 120프레임 240프레임 | 1080p 120프레임 240프레임 | 1080p 120프레임 240프레임 | 1080p 120프레임 240프레임 |
| 후면 카메라      | 오디오 줌                          | 아니요 | 아니요 | 아니요 | 아니요 | 아니요 | 아니요 | 아니요 | 아니요 | 아니요 | 아니요 | 예 | 예 |
| 후면 카메라      | 퀵테이크 비디오                    | 아니요 | 아니요 | 아니요 | 아니요 | 아니요 | 아니요 | 아니요 | 아니요 | 예 (iOS 14 이상) | 예 (iOS 14 이상) | 예 | 예 |
| 후면 카메라      | 타임랩스 비디오                    | 예 | 예 | 예 | 예 | 예 | 예 | 예 | 예 | 예 | 예 | 예 | 예 |
| 후면 카메라      | 시네마틱 비디오 안정화             | 1080p 및 720p | 1080p 및 720p | 1080p 및 720p | 1080p 및 720p | 1080p 및 720p | 1080p 및 720p | 1080p 및 720p | 1080p 및 720p                                                                                               | 1080p 및 720p | 1080p 및 720p | 1080p 및 720p | 1080p 및 720p |
| 후면 카메라      | 스테레오 녹화                      | 아니요 | 아니요 | 아니요 | 아니요 | 아니요 | 아니요 | 아니요 | 아니요 | 예 | 예 | 예 | 예 |
| 전면 카메라      | 카메라                             | 500만 화소 FaceTime HD | 500만 화소 FaceTime HD | 120만 화소 FaceTime HD | 700만 화소 FaceTime HD | 700만 화소 FaceTime HD | 700만 화소 FaceTime HD | 700만 화소 FaceTime HD | 700만 화소 TrueDepth                                                                                        | 700만 화소 TrueDepth | 700만 화소 TrueDepth | 1200만 화소 TrueDepth | 1200만 화소 TrueDepth |
| 전면 카메라      | 조리개값                           | f/2.2 | f/2.2 | f/2.4 | f/2.2 | f/2.2 | f/2.2 | f/2.2 | f/2.2 | f/2.2 | f/2.2 | f/2.2 | f/2.2 |
| 전면 카메라      | 인물화 모드                        | 아니요 | 아니요 | 아니요 | 아니요 | 아니요 | 아니요 | 아니요 | 예 | 향상된 뎁스 컨트롤과 보케 효과 | 향상된 뎁스 컨트롤과 보케 효과 | 향상된 뎁스 컨트롤과 보케 효과 | 향상된 뎁스 컨트롤과 보케 효과 |
| 전면 카메라      | 인물화 라이팅                      | 아니요 | 아니요 | 아니요 | 아니요 | 아니요 | 아니요 | 아니요 | 5가지 효과 (내츄럴, 스튜디오, 컨투어, 스테이지, 스테이지 모노)                                              | 6가지 효과 (내츄럴, 스튜디오, 컨투어, 스테이지, 스테이지 모노, 하이키 모노)                                                                            | 6가지 효과 (내츄럴, 스튜디오, 컨투어, 스테이지, 스테이지 모노, 하이키 모노)                                                                            | 6가지 효과 (내츄럴, 스튜디오, 컨투어, 스테이지, 스테이지 모노, 하이키 모노) | 6가지 효과 (내츄럴, 스튜디오, 컨투어, 스테이지, 스테이지 모노, 하이키 모노) |
| 전면 카메라      | Animoji 및 Memoji                  | 아니요 | 아니요 | 아니요 | 아니요 | 아니요 | 아니요 | 아니요 | 예 | 예 | 예 | 예 | 예 |
| 전면 카메라      | Live Photos                        | 아니요 | 아니요 | 아니요 | 예 | 예 | 예 | 예 | 예 | 예 | 예 | 예 | 예 |
| 전면 카메라      | 넓은 색영역                        | 아니요 | 아니요 | 아니요 | 예 | 예 | 예 | 예 | 예 | 예 | 예 | 예 | 예 |
| 전면 카메라      | Retina 플래시                      | 예 | 예 | 예 | 예 | 예 | 예 | 예 | 예 | 예 | 예 | 예 | 예 |
| 전면 카메라      | 비디오 녹화                        | 720p 30프레임 | 720p 30프레임 | 720p 30프레임 | 1080p 30프레임 | 1080p 30프레임 | 1080p 30프레임 | 1080p 30프레임 | 1080p 30프레임                                                                                              | 1080p HD 30프레임 및 60프레임 | 1080p HD 30프레임 및 60프레임 | 4K 24프레임, 30프레임 및 60프레임 1080p HD 30프레임 및 60프레임 | 4K 24프레임, 30프레임 및 60프레임 1080p HD 30프레임 및 60프레임 |
| 전면 카메라      | 슬로모션 비디오                    | 아니요 | 아니요 | 아니요 | 아니요 | 아니요 | 아니요 | 아니요 | 아니요 | 아니요 | 아니요 | 1080p 120프레임 | 1080p 120프레임 |
| 전면 카메라      | EDR 비디오                         | 아니요 | 아니요 | 아니요 | 아니요 | 아니요 | 아니요 | 아니요 | 아니요 | 30프레임 | 30프레임 | 60프레임 | 60프레임 |
| 전면 카메라      | HDR (사진 촬영)                    | 예 | 예 | 예 | 예 | 예 | 자동 | 자동 | 자동 | 스마트 HDR | 스마트 HDR | 차세대 스마트 HDR | 차세대 스마트 HDR |
| 전면 카메라      | 시네마틱 비디오 안정화             | 아니요 | 아니요 | 아니요 | 아니요 | 아니요 | 아니요 | 아니요 | 아니요 | 1080p 및 720p | 1080p 및 720p | 4K, 1080p 및 720p | 4K, 1080p 및 720p |
| 전면 카메라      | 자동 이미지 안정화                 | 아니요 | 아니요 | 아니요 | 예 | 예 | 예 | 예 | 예 | 예 | 예 | 예 | 예 |
| 전면 카메라      | FaceTime                           | 예 | 예 | 예 | 예 | 예 | 예 | 예 | 예 | 예 | 예 | 예 | 예 |
| 오디오           | 플레이백                           | 모노 | 모노 | 모노 | 스테레오 | 스테레오 | 스테레오 | 스테레오 | 스테레오 | 넓어진 스테레오 | 넓어진 스테레오 | 스페이셜 오디오 | 스페이셜 오디오 |
| 오디오           | 돌비 애트모스                      | 아니요 | 아니요 | 아니요 | 아니요 | 아니요 | 아니요 | 아니요 | 아니요 | 예 | 예 | 예 | 예 |
| 오디오           | 3.5 mm 이어폰 잭                   | 예 | 예 | 예 | 아니요 | 아니요 | 아니요 | 아니요 | 아니요 | 아니요 | 아니요 | 아니요 | 아니요 |
| HAC 점수         | HAC 점수                           | M3, T4 | M3, T4 | M3, T4 | M3, T4 | M3, T4 | M3, T4 | M3, T4 | M3, T4 | M3, T4 | M3, T4 | M3, T4 | M3, T4 |
| 보청기와의 연동  | 보청기와의 연동                    | 예 | 예 | 예 | 예 | 예 | 예 | 예 | 예 | 예 | 예 | 예 | 예 |
| 실시간 듣기      | 실시간 듣기                        | 예 | 예 | 예 | 예 | 예 | 예 | 예 | 예 | 예 | 예 | 예 | 예 |
| 재질             | 전면                               | 실버: 흰색 전면 유리 골드: 흰색 전면 유리 로즈 골드: 흰색 전면 유리 스페이스 그레이:검은색 전면 유리                                                                                                | 실버: 흰색 전면 유리 골드: 흰색 전면 유리 로즈 골드: 흰색 전면 유리 스페이스 그레이:검은색 전면 유리                                                                                                | 실버: 흰색 전면 유리 골드: 흰색 전면 유리 로즈 골드: 흰색 전면 유리 스페이스 그레이:검은색 전면 유리                                                                                                | 실버: 흰색 전면 유리 골드: 흰색 전면 유리 로즈 골드: 흰색 전면 유리 제트 블랙:검은색 전면 유리 블랙:검은색 전면 유리 프로덕트 레드: 흰색 전면 유리 | 실버: 흰색 전면 유리 골드: 흰색 전면 유리 로즈 골드: 흰색 전면 유리 제트 블랙:검은색 전면 유리 블랙:검은색 전면 유리 프로덕트 레드: 흰색 전면 유리 | 실버: 흰색 전면 유리 골드: 흰색 전면 유리 스페이스 그레이:검은색 전면 유리 프로덕트 레드:검은색 전면 유리                                                                                                   | 실버: 흰색 전면 유리 골드: 흰색 전면 유리 스페이스 그레이:검은색 전면 유리 프로덕트 레드:검은색 전면 유리                                                                                                   | 전 모델 검은색 전면 유리                                                                                    | 전 모델 검은색 전면 유리 | 전 모델 검은색 전면 유리 | 전 모델 검은색 전면 유리 | 전 모델 검은색 전면 유리 |
| 재질             | 후면                               | 실버: 실버 색상 후면 알루미늄 골드: 골드 색상 후면 알루미늄 로즈 골드: 로즈 골드 색상 후면 알루미늄 스페이스 그레이: 스페이스 그레이 색상 후면 알루미늄                                             | 실버: 실버 색상 후면 알루미늄 골드: 골드 색상 후면 알루미늄 로즈 골드: 로즈 골드 색상 후면 알루미늄 스페이스 그레이: 스페이스 그레이 색상 후면 알루미늄                                             | 실버: 실버 색상 후면 알루미늄 골드: 골드 색상 후면 알루미늄 로즈 골드: 로즈 골드 색상 후면 알루미늄 스페이스 그레이: 스페이스 그레이 색상 후면 알루미늄                                             | 실버: 실버 색상 후면 알루미늄 골드: 골드 색상 후면 알루미늄 로즈 골드: 로즈 골드 색상 후면 알루미늄 제트 블랙: 제트 블랙 색상 후면 알루미늄 블랙: 블랙 색상 후면 알루미늄 프로덕트 레드: 프로덕트 레드 색상 후면 알루미늄                                                                   | 실버: 실버 색상 후면 알루미늄 골드: 골드 색상 후면 알루미늄 로즈 골드: 로즈 골드 색상 후면 알루미늄 제트 블랙: 제트 블랙 색상 후면 알루미늄 블랙: 블랙 색상 후면 알루미늄 프로덕트 레드: 프로덕트 레드 색상 후면 알루미늄                                                                   | 실버: 실버 색상 후면 유리 골드: 골드 색상 후면 유리 스페이스 그레이: 스페이스 그레이 색상 후면 유리 프로덕트 레드: 프로덕트 레드 색상 후면 유리                                                             | 실버: 실버 색상 후면 유리 골드: 골드 색상 후면 유리 스페이스 그레이: 스페이스 그레이 색상 후면 유리 프로덕트 레드: 프로덕트 레드 색상 후면 유리                                                             | 실버: 실버 색상 후면 유리 스페이스 그레이: 스페이스 그레이 색상 후면 유리                                   | 실버: 실버 색상 후면 유리 골드: 골드 색상 후면 유리 스페이스 그레이: 스페이스 그레이 색상 후면 유리                                                    | 실버: 실버 색상 후면 유리 골드: 골드 색상 후면 유리 스페이스 그레이: 스페이스 그레이 색상 후면 유리                                                    | 미드나잇 그린: 미드나잇 그린 색상 후면 무광 유리 스페이스 그레이: 스페이스 그레이 색상 후면 무광 유리 실버: 실버 색상 후면 무광 유리 골드: 골드 색상 후면 무광 유리                                                 | 미드나잇 그린: 미드나잇 그린 색상 후면 무광 유리 스페이스 그레이: 스페이스 그레이 색상 후면 무광 유리 실버: 실버 색상 후면 무광 유리 골드: 골드 색상 후면 무광 유리                                                 |
| 재질             | 측면                               | 실버: 실버 색상으로 도장된 알루미늄 측면 골드: 골드 색상으로 도장된 알루미늄 측면 로즈 골드: 로즈 골드 색상으로 도장된 알루미늄 측면 스페이스 그레이: 스페이스 그레이 색상으로 도장된 알루미늄 측면 | 실버: 실버 색상으로 도장된 알루미늄 측면 골드: 골드 색상으로 도장된 알루미늄 측면 로즈 골드: 로즈 골드 색상으로 도장된 알루미늄 측면 스페이스 그레이: 스페이스 그레이 색상으로 도장된 알루미늄 측면 | 실버: 실버 색상으로 도장된 알루미늄 측면 골드: 골드 색상으로 도장된 알루미늄 측면 로즈 골드: 로즈 골드 색상으로 도장된 알루미늄 측면 스페이스 그레이: 스페이스 그레이 색상으로 도장된 알루미늄 측면 | 실버: 실버 색상으로 도장된 알루미늄 측면 골드: 골드 색상으로 도장된 알루미늄 측면 로즈 골드: 로즈 골드 색상으로 도장된 알루미늄 측면 제트 블랙: 제트 블랙 색상으로 도장된 알루미늄 측면 블랙: 블랙 색상으로 도장된 알루미늄 측면 프로덕트 레드: 프로덕트 레드 색상으로 도장된 알루미늄 측면 | 실버: 실버 색상으로 도장된 알루미늄 측면 골드: 골드 색상으로 도장된 알루미늄 측면 로즈 골드: 로즈 골드 색상으로 도장된 알루미늄 측면 제트 블랙: 제트 블랙 색상으로 도장된 알루미늄 측면 블랙: 블랙 색상으로 도장된 알루미늄 측면 프로덕트 레드: 프로덕트 레드 색상으로 도장된 알루미늄 측면 | 실버: 실버 색상으로 도장된 알루미늄 측면 골드: 골드 색상으로 도장된 알루미늄 측면 스페이스 그레이: 스페이스 그레이 색상으로 도장된 알루미늄 측면 프로덕트 레드: 프로덕트 레드 색상으로 도장된 알루미늄 측면 | 실버: 실버 색상으로 도장된 알루미늄 측면 골드: 골드 색상으로 도장된 알루미늄 측면 스페이스 그레이: 스페이스 그레이 색상으로 도장된 알루미늄 측면 프로덕트 레드: 프로덕트 레드 색상으로 도장된 알루미늄 측면 | 실버: 실버 색상으로 도장된 스테인리스 측면 스페이스 그레이: 스페이스 그레이 색상으로 도장된 스테인리스 측면 | 실버: 실버 색상으로 도장된 스테인리스 측면 골드: 골드 색상으로 도장된 스테인리스 측면 스페이스 그레이: 스페이스 그레이 색상으로 도장된 스테인리스 측면 | 실버: 실버 색상으로 도장된 스테인리스 측면 골드: 골드 색상으로 도장된 스테인리스 측면 스페이스 그레이: 스페이스 그레이 색상으로 도장된 스테인리스 측면 | 미드나잇 그린: 미드나잇 그린 색상으로 도장된 스테인리스 측면 스페이스 그레이: 스페이스 그레이 색상으로 도장된 스테인리스 측면 실버: 실버 색상으로 도장된 스테인리스 측면 골드: 골드 색상으로 도장된 스테인리스 측면 | 미드나잇 그린: 미드나잇 그린 색상으로 도장된 스테인리스 측면 스페이스 그레이: 스페이스 그레이 색상으로 도장된 스테인리스 측면 실버: 실버 색상으로 도장된 스테인리스 측면 골드: 골드 색상으로 도장된 스테인리스 측면 |
| 색상             | 색상                               | | | | 2017년 9월 12일 출시: (128 및 256 GB 전용) | 2017년 9월 12일 출시: (128 및 256 GB 전용) | | | | | | | |
| 전력             | 전력                               | 3.82 V 6.55 W·h (1,715 mA·h) | 3.80 V 10.45 W·h (2,750 mA·h) | 3.82 V 6.21 W·h (1,624 mA·h) | 3.80 V 7.45 W·h (1,960 mA·h) | 3.82 V 11.10 W·h (2,915 mA·h) | 3.82 V 6.96 W·h (1,821 mA·h) | 3.82 V 10.28 W·h (2,691 mA·h) | 3.81 V 10.35 W·h (2,716 mA·h)                                                                               | 3.81 V 10.13 W·h (2,659 mA·h) | 3.80 V 12.08 W·h (3,179 mA·h) | 3.83 V 11.67 W·h (3,046 mA·h) | 3.79 V 15.04 W·h (3,969 mA·h) |
| 고속 충전        | 고속 충전                          | 아니요 | 아니요 | 아니요 | 아니요 | 아니요 | 18 W, 30분 만에 50% 충전 (18 W 어댑터 별도 구매) | 18 W, 30분 만에 50% 충전 (18 W 어댑터 별도 구매) | 18 W, 30분 만에 50% 충전 (18 W 어댑터 별도 구매)                                                            | 18 W, 30분 만에 50% 충전 (18 W 어댑터 별도 구매) | 18 W, 30분 만에 50% 충전 (18 W 어댑터 별도 구매) | 18 W, 30분 만에 50% 충전 (18 W 어댑터 포함됨) | 18 W, 30분 만에 50% 충전 (18 W 어댑터 포함됨) |
| 무선 충전        | 무선 충전                          | 아니요 | 아니요 | 아니요 | 아니요 | 아니요 | Qi 무선 충전 | Qi 무선 충전 | Qi 무선 충전                                                                                                | Qi 무선 충전 | Qi 무선 충전 | Qi 무선 충전 | Qi 무선 충전 |
| 방수 방진        | 방수 방진                          | 아니요 | 아니요 | 아니요 | IP67 (최대 수심 1미터에서 30분간 유지) | IP67 (최대 수심 1미터에서 30분간 유지) | IP67 (최대 수심 1미터에서 30분간 유지) | IP67 (최대 수심 1미터에서 30분간 유지) | IP67 (최대 수심 1미터에서 30분간 유지)                                                                      | IP68 (최대 수심 2미터에서 30분간 유지) | IP68 (최대 수심 2미터에서 30분간 유지) | IP68 (최대 수심 4미터에서 30분간 유지) | IP68 (최대 수심 4미터에서 30분간 유지) |
| 규격             | 높이                               | 138.3 mm (5.44 in) | 158.2 mm (6.23 in) | 123.8 mm (4.87 in) | 138.3 mm (5.44 in) | 158.2 mm (6.23 in) | 138.4 mm (5.45 in) | 158.4 mm (6.24 in) | 143.6 mm (5.65 in)                                                                                          | 143.6 mm (5.65 in) | 157.5 mm (6.20 in) | 144 mm (5.7 in) | 158 mm (6.2 in) |
| 규격             | 폭                                 | 67.1 mm (2.64 in) | 77.9 mm (3.07 in) | 58.6 mm (2.31 in) | 67.1 mm (2.64 in) | 77.9 mm (3.07 in) | 67.3 mm (2.65 in) | 78.1 mm (3.07 in) | 70.9 mm (2.79 in)                                                                                           | 70.9 mm (2.79 in) | 77.4 mm (3.05 in) | 71.4 mm (2.81 in) | 77.8 mm (3.06 in) |
| 규격             | 두께                               | 7.1 mm (0.28 in) | 7.3 mm (0.29 in) | 7.6 mm (0.30 in) | 7.1 mm (0.28 in) | 7.3 mm (0.29 in) | 7.3 mm (0.29 in) | 7.5 mm (0.30 in) | 7.7 mm (0.30 in)                                                                                            | 7.7 mm (0.30 in) | 7.7 mm (0.30 in) | 8.1 mm (0.32 in) | 8.1 mm (0.32 in) |
| 무게             | 무게                               | 143 g (5.0 oz) | 192 g (6.8 oz) | 113 g (4.0 oz) | 138 g (4.9 oz) | 188 g (6.6 oz) | 148 g (5.2 oz) | 202 g (7.1 oz) | 174 g (6.1 oz)                                                                                              | 177 g (6.2 oz) | 208 g (7.3 oz) | 188 g (6.6 oz) | 226 g (8.0 oz) |
| 탄소 배출량      | 탄소 배출량                        | 54 kg CO2e | 63 kg CO2e | 45 kg CO2e | 56 kg CO2e | 67 kg CO2e | 57 kg CO2e | 68 kg CO2e | 79 kg CO2e                                                                                                  | 70 kg CO2e | 77 kg CO2e | 80 kg CO2e | 86 kg CO2e |
| 하드웨어 버전    | 하드웨어 버전                      | 아이폰8,1 | 아이폰8,2 | 아이폰8,4 | 아이폰9,1 (CDMA) 아이폰9,3 (전 세계) | 아이폰9,2 (CDMA) 아이폰9,4 (전 세계) | 아이폰10,1 아이폰10,4 | 아이폰10,2 아이폰10,5 | 아이폰10,3 아이폰10,6                                                                                       | 아이폰11,2 | 아이폰11,4 아이폰11,6 | 아이폰12,3 | 아이폰12,5 |
| 모델 번호        | 모델 번호                          | A1633 A1688 A1700 A1691 | A1634 A1687 A1699 A1690 | A1662 A1723 A1724 | A1660 A1778 A1779 | A1661 A1784 A1785 | A1863 A1905 A1906 A1907 | A1864 A1897 A1898 A1899 | A1865 A1902 A1901                                                                                           | A1920 A2097 A2098 A2100 | A1921 A2101 A2102 A2104 | A2160 A2215 A2217 | A2161 A2218 A2220 |
| 발표일           | 발표일                             | 2015년 9월 9일 | 2015년 9월 9일 | 2016년 3월 21일 | 2016년 9월 7일 | 2016년 9월 7일 | 2017년 9월 12일 | 2017년 9월 12일 | 2017년 9월 12일                                                                                             | 2018년 9월 12일 | 2018년 9월 12일 | 2019녀 9월 10일 | 2019녀 9월 10일 |
| 출시일           | 출시일                             | 16, 64, 및 128 GB: 2015년 9월 25일 32 GB: 2016년 9월 7일 | 16, 64, 및 128 GB: 2015년 9월 25일 32 GB: 2016년 9월 7일 | 16 및 64 GB: 2016년 3월 31일 32 및 128 GB: 2017년 3월 21일 | 2016년 9월 16일 프로덕트 레드: 2017년 3월 24일 | 2016년 9월 16일 프로덕트 레드: 2017년 3월 24일 | 2017년 9월 22일 프로덕트 레드: 2018년 4월 13일 | 2017년 9월 22일 프로덕트 레드: 2018년 4월 13일 | 2017년 11월 3일                                                                                             | 2018년 9월 21일 | 2018년 9월 21일 | 2019년 9월 20일 | 2019년 9월 20일 |
| 판매 중단일      | 판매 중단일                        | 16 및 64 GB: 2016년 9월 7일 32 및 128 GB: 2018년 9월 12일 | 16 및 64 GB: 2016년 9월 7일 32 및 128 GB: 2018년 9월 12일 | 16 및 64 GB: 2017년 3월 21일 32 및 128 GB: 2018년 9월 12일 | 256 GB: 2017년 9월 12일 32 및 128 GB: 2019년 9월 10일 | 256 GB: 2017년 9월 12일 32 및 128 GB: 2019년 9월 10일 | 256 GB: 2019년 9월 10일 64 및 128 GB: 2020년 4월 15일 | 256 GB: 2019년 9월 10일 64 및 128 GB: 2020년 4월 15일 | 2018년 9월 12일                                                                                             | 2019년 9월 10일 | 2019년 9월 10일 | 2020년 10월 13일 | 2020년 10월 13일 |
| 판매 지원 중단일 | 판매 지원 중단일                   | 지원됨 | 지원됨 | 지원됨 | 지원됨 | 지원됨 | 지원됨 | 지원됨 | 지원됨 | 지원됨 | 지원됨 | 지원됨 | 지원됨 |

#### 판매 중단 및 미지원 (64비트 CPU)
| 사진             |                                    | | | |            |            |
| 초기 운영 체제   | 초기 운영 체제                     | iOS 7.0 | iOS 8.0 | iOS 8.0 |            |            |
| 최신 운영 체제   | 최신 운영 체제                     | iOS 12.4.8 | iOS 12.4.8 | iOS 12.4.8 | iOS 12.4.8 | iOS 12.4.8 |
| 디스플레이       | 스크린 크기                        | 4 in (100 mm) (대각선 길이) 3.5 in × 1.9 in (89 mm × 48 mm)                                                                                      | 4.7 in (120 mm) (대각선 길이) 4.1 in × 2.3 in (104 mm × 58 mm)                                                                                   | 5.5 in (140 mm) (대각선 길이) 4.8 in × 2.7 in (122 mm × 69 mm)                                                                                   |            |            |
| 디스플레이       | 백라이트                           | LED 백라이트 | LED 백라이트 | LED 백라이트 |            |            |
| 디스플레이       | 멀티 터치                          | 예 | 예 | 예 |            |            |
| 디스플레이       | 기술                               | Liquid Retina 디스플레이 (와이드 스크린 IPS 기술)                                                                                                | Liquid Retina 디스플레이 (와이드 스크린 IPS 기술)                                                                                                | Liquid Retina 디스플레이 (와이드 스크린 IPS 기술)                                                                                                |            |            |
| 디스플레이       | 해상도                             | 1136 x 640 | 1334 x 750 | 1920 x 1080 |            |            |
| 디스플레이       | 픽셀 밀도 (ppi)                    | 326 | 326 | 401 |            |            |
| 디스플레이       | 화면비                             | 71:40 (~16:9) | 16:9 | 16:9 |            |            |
| 디스플레이       | 최대 밝기 ( cd⁄m2)                 | 500 | 500 | 500 |            |            |
| 디스플레이       | 올레포빅 지문 방지 코팅            | 예 | 예 | 예 |            |            |
| 디스플레이       | 명암비                             | 800:1 | 1400:1 | 1300:1 |            |            |
| 디스플레이       | sRGB 디스플레이                    | 예 | 예 | 예 |            |            |
| 디스플레이       | 넓은 색영역 (P3 색영역)            | 아니요 | 아니요 | 아니요 |            |            |
| 디스플레이       | True Tone 디스플레이               | 아니요 | 아니요 | 아니요 |            |            |
| 디스플레이       | HDR 디스플레이                     | 아니요 | 아니요 | 아니요 |            |            |
| 디스플레이       | HDR 10 영상물                      | 아니요 | 아니요 | 아니요 |            |            |
| 디스플레이       | 돌비 비전                          | 아니요 | 아니요 | 아니요 |            |            |
| 디스플레이       | 탭틱 엔진                          | 빈칸 | 빈칸 | 빈칸 |            |            |
| 프로세서         | 칩셋                               | 애플 A7 | 애플 A8 | 애플 A8 |            |            |
| 프로세서         | 프로세서 공정                      | 28 nm | 20 nm | 20 nm |            |            |
| 프로세서         | 총 코어수                          | 2 (듀얼코어) | 2 (듀얼코어) | 2 (듀얼코어) |            |            |
| 프로세서         | 고성능 코어                        | 2 x Cyclone | 2 x Typhoon | 2 x Typhoon |            |            |
| 프로세서         | 저전력 코어                        | 빈칸 | 빈칸 | 빈칸 |            |            |
| 프로세서         | 클록 속도                          | 1.30 GHz | 1.40 GHz | 1.40 GHz |            |            |
| 프로세서         | 비트                               | 64비트 | 64비트 | 64비트 |            |            |
| 프로세서         | 모션 보조 프로세서                 | 애플 M7 모션 | 애플 M8 모션 | 애플 M8 모션 |            |            |
| 프로세서         | 버스 폭                            | 64비트 | 64비트 | 64비트 |            |            |
| 프로세서         | 그래픽 프로세서                    | PowerVR G6430 (4코어) | PowerVR GX6450 (4코어) | PowerVR GX6450 (4코어) |            |            |
| 프로세서         | 뉴럴 엔진                          | 빈칸 | 빈칸 | 빈칸 |            |            |
| 스토리지         | 스토리지                           | 16 GB, 32 GB, 64 GB | 16 GB, 32 GB, 64 GB, 128 GB | 16 GB, 64 GB, 128 GB |            |            |
| 스토리지 유형    | 스토리지 유형                      | 낸드 플래시 (eMMC) | 낸드 플래시 (eMMC) | 낸드 플래시 (eMMC) |            |            |
| 메모리           | 메모리                             | 1 GB | 1 GB | 1 GB |            |            |
| 메모리 유형      | 메모리 유형                        | LPDDR3 | LPDDR3 | LPDDR3 |            |            |
| 커넥터           | 커넥터                             | 8핀 라이트닝 커넥터 | 8핀 라이트닝 커넥터 | 8핀 라이트닝 커넥터 |            |            |
| 통신             | 와이파이 (802.11)                  | 와이파이 (802.11a/b/g/n) | 와이파이 5 (802.11a/b/g/n/ac) | 와이파이 5 (802.11a/b/g/n/ac) |            |            |
| 통신             | MIMO                               | 아니요 | 아니요 | 아니요 |            |            |
| 통신             | NFC                                | 아니요 | 예 | 예 |            |            |
| 통신             | Express Cards                      | 아니요 | 아니요 | 아니요 |            |            |
| 통신             | 블루투스                           | 블루투스 4.0 | 블루투스 4.2 | 블루투스 4.2 |            |            |
| 통신             | 애플 초광대역 U1                   | 아니요 | 아니요 | 아니요 |            |            |
| 통신             | 셀룰러                             | GSM/EDGE/UMTS/HSPA+/DC-HSDPA/CDMA EV-DO Rev. A 및 Rev. B(일부 모델)/LTE                                                                          | GSM/EDGE/UMTS/HSPA+/DC-HSDPA/CDMA EV-DO Rev. A 및 Rev. B(일부 모델)/LTE                                                                          | GSM/EDGE/UMTS/HSPA+/DC-HSDPA/CDMA EV-DO Rev. A 및 Rev. B(일부 모델)/LTE                                                                          |            |            |
| 통신             | VoLTE                              | 아니요 | 예 | 예 |            |            |
| 통신             | 보조 GPS                           | 예 | 예 | 예 |            |            |
| 통신             | GLONASS                            | 예 | 예 | 예 |            |            |
| 통신             | SIM 카드 폼팩터                    | 나노 SIM | 나노 SIM | 나노 SIM |            |            |
| 보안             | Touch ID                           | 1세대 | 1세대 | 1세대 |            |            |
| 보안             | Face ID                            | 아니요 | 아니요 | 아니요 |            |            |
| 센서             | 근접 센서                          | 예 | 예 | 예 |            |            |
| 센서             | 3축 자이로                         | 예 | 예 | 예 |            |            |
| 센서             | 가속도계                           | 예 | 예 | 예 |            |            |
| 센서             | 조도계                             | 예 | 예 | 예 |            |            |
| 센서             | 고도계                             | 아니요 | 예 | 예 |            |            |
| 후면 카메라      | 카메라                             | 800만 화소 광각 | 800만 화소 광각 | 800만 화소 광각 |            |            |
| 후면 카메라      | 조리개값                           | f/2.2 | f/2.2 | f/2.2 |            |            |
| 후면 카메라      | 옵티컬 이미지 안정화 (OIS)         | 아니요 | 아니요 | 예 |            |            |
| 후면 카메라      | 자동 이미지 안정화                 | 예 | 예 | 예 |            |            |
| 후면 카메라      | 렌즈 매수                          | 5매 렌즈 | 5매 렌즈 | 5매 렌즈 |            |            |
| 후면 카메라      | 야간 모드                          | 아니요 | 아니요 | 아니요 |            |            |
| 후면 카메라      | 자동 보정                          | 아니요 | 아니요 | 아니요 |            |            |
| 후면 카메라      | 옵티컬 줌                          | 1x | 1x | 1x |            |            |
| 후면 카메라      | 디지털 줌                          | 5x | 5x | 5x |            |            |
| 후면 카메라      | 자동 초점                          | 예 | 포커스 픽셀 탑재 | 포커스 픽셀 탑재 |            |            |
| 후면 카메라      | 파노라마                           | 지원됨 | 최대 4300만 화소 | 최대 4300만 화소 |            |            |
| 후면 카메라      | 인물화 모드                        | 아니요 | 아니요 | 아니요 |            |            |
| 후면 카메라      | 인물화 라이팅                      | 아니요 | 아니요 | 아니요 |            |            |
| 후면 카메라      | 렌즈 커버                          | 사파이어 크리스털 렌즈 커버 | 사파이어 크리스털 렌즈 커버 | 사파이어 크리스털 렌즈 커버 |            |            |
| 후면 카메라      | 버스트 모드                        | 예 | 예 | 예 |            |            |
| 후면 카메라      | 플래시                             | True Tone 플래시 | True Tone 플래시 | True Tone 플래시 |            |            |
| 후면 카메라      | Live Photos                        | 아니요 | 아니요 | 아니요 |            |            |
| 후면 카메라      | 넓은 색영역                        | 아니요 | 아니요 | 아니요 |            |            |
| 후면 카메라      | HDR (사진 촬영)                    | 예 | 예 | 예 |            |            |
| 후면 카메라      | 비디오 녹화                        | 1080p HD 30프레임 | 1080p HD 30프레임 또는 60프레임 | 1080p HD 30프레임 또는 60프레임 |            |            |
| 후면 카메라      | EDR 비디오                         | 아니요 | 아니요 | 아니요 |            |            |
| 후면 카메라      | 옵티컬 이미지 안정화 (비디오 촬영) | 아니요 | 아니요 | 아니요 |            |            |
| 후면 카메라      | 옵티컬 줌                          | 1x | 1x | 1x |            |            |
| 후면 카메라      | 디지털 줌                          | 3x | 3x | 3x |            |            |
| 후면 카메라      | 슬로모션 비디오                    | At 120프레임 | 120프레임 또는 240프레임 | 120프레임 또는 240프레임 |            |            |
| 후면 카메라      | 오디오 줌                          | 아니요 | 아니요 | 아니요 |            |            |
| 후면 카메라      | 퀵테이크 비디오                    | 아니요 | 아니요 | 아니요 |            |            |
| 후면 카메라      | 타임랩스 비디오                    | 예 | 예 | 예 |            |            |
| 후면 카메라      | 시네마틱 비디오 안정화             | 아니요 | 예 | 예 |            |            |
| 후면 카메라      | 스테레오 녹화                      | 아니요 | 아니요 | 아니요 |            |            |
| 전면 카메라      | 카메라                             | 120만 화소 FaceTime HD | 120만 화소 FaceTime HD | 120만 화소 FaceTime HD |            |            |
| 전면 카메라      | 조리개값                           | f/2.4 | f/2.2 | f/2.2 |            |            |
| 전면 카메라      | 인물화 모드                        | 아니요 | 아니요 | 아니요 |            |            |
| 전면 카메라      | 인물화 라이팅                      | 아니요 | 아니요 | 아니요 |            |            |
| 전면 카메라      | Animoji 및 Memoji                  | 아니요 | 아니요 | 아니요 |            |            |
| 전면 카메라      | Live Photos                        | 아니요 | 아니요 | 아니요 |            |            |
| 전면 카메라      | 넓은 색영역                        | 아니요 | 아니요 | 아니요 |            |            |
| 전면 카메라      | Retina 플래시                      | 아니요 | 아니요 | 아니요 |            |            |
| 전면 카메라      | 비디오 녹화                        | 720p HD 30프레임 | 720p HD 30프레임 | 720p HD 30프레임 |            |            |
| 전면 카메라      | 슬로모션 비디오                    | 아니요 | 아니요 | 아니요 |            |            |
| 전면 카메라      | EDR 비디오                         | 아니요 | 아니요 | 아니요 |            |            |
| 전면 카메라      | HDR (사진 촬영)                    | 예 | 예 | 예 |            |            |
| 전면 카메라      | 시네마틱 비디오 안정화             | 아니요 | 아니요 | 아니요 |            |            |
| 전면 카메라      | 자동 이미지 안정화                 | 아니요 | 아니요 | 아니요 |            |            |
| 전면 카메라      | FaceTime                           | 예 | 예 | 예 |            |            |
| 오디오           | 플레이백                           | 모노 | 모노 | 모노 |            |            |
| 오디오           | 돌비 애트모스                      | 아니요 | 아니요 | 아니요 |            |            |
| 오디오           | 3.5 mm 이어폰 잭                   | 예 | 예 | 예 |            |            |
| HAC 점수         | HAC 점수                           | M3, T4 | M3, T4 | M3, T4 |            |            |
| 보청기와의 연동  | 보청기와의 연동                    | 예 | 예 | 예 |            |            |
| 실시간 듣기      | 실시간 듣기                        | 예 | 예 | 예 |            |            |
| 재질             | 전면                               | 실버: 흰색 전면 유리 골드: 흰색 전면 유리 스페이스 그레이:검은색 전면 유리                                                                       | 실버: 흰색 전면 유리 골드: 흰색 전면 유리 스페이스 그레이:검은색 전면 유리                                                                       | 실버: 흰색 전면 유리 골드: 흰색 전면 유리 스페이스 그레이:검은색 전면 유리                                                                       |            |            |
| 재질             | 후면                               | 실버: 실버 색상 후면 알루미늄 골드: 골드 색상 후면 알루미늄 스페이스 그레이: 스페이스 그레이 색상 후면 알루미늄                                  | 실버: 실버 색상 후면 알루미늄 골드: 골드 색상 후면 알루미늄 스페이스 그레이: 스페이스 그레이 색상 후면 알루미늄                                  | 실버: 실버 색상 후면 알루미늄 골드: 골드 색상 후면 알루미늄 스페이스 그레이: 스페이스 그레이 색상 후면 알루미늄                                  |            |            |
| 재질             | 측면                               | 실버: 실버 색상으로 도금된 알루미늄 측면 골드: 골드 색상으로 도금된 알루미늄 측면 스페이스 그레이: 스페이스 그레이 색상으로 도금된 알루미늄 측면 | 실버: 실버 색상으로 도금된 알루미늄 측면 골드: 골드 색상으로 도금된 알루미늄 측면 스페이스 그레이: 스페이스 그레이 색상으로 도금된 알루미늄 측면 | 실버: 실버 색상으로 도금된 알루미늄 측면 골드: 골드 색상으로 도금된 알루미늄 측면 스페이스 그레이: 스페이스 그레이 색상으로 도금된 알루미늄 측면 |            |            |
| 색상             | 색상                               | 2015년 9월 9일 출시: | 2017년 3월 10일 출시: | 2015년 9월 9일 출시: |            |            |
| 전력             | 전력                               | 3.8 V 5.92 W·h (1,560 mA·h) | 3.8 V 6.91 W·h (1,810 mA·h) | 3.8 V 11.1 W·h (2,915 mA·h) |            |            |
| 고속 충전        | 고속 충전                          | 아니요 | 아니요 | 아니요 |            |            |
| 무선 충전        | 무선 충전                          | 아니요 | 아니요 | 아니요 |            |            |
| 방수방진         | 방수방진                           | 아니요 | 아니요 | 아니요 |            |            |
| 규격             | 높이                               | 123.8 mm (4.87 in) | 138.1 mm (5.44 in) | 158.1 mm (6.22 in) |            |            |
| 규격             | 폭                                 | 58.6 mm (2.31 in) | 67.0 mm (2.64 in) | 77.8 mm (3.06 in) |            |            |
| 규격             | 두께                               | 7.6 mm (0.30 in) | 6.9 mm (0.27 in) | 7.1 mm (0.28 in) |            |            |
| 중량             | 중량                               | 112 g (4.0 oz) | 129 g (4.6 oz) | 172 g (6.1 oz) |            |            |
| 탄소 배출량      | 탄소 배출량                        | 65 kg CO2e | 95 kg CO2e | 110 kg CO2e |            |            |
| 하드웨어 버전    | 하드웨어 버전                      | 아이폰6,1 아이폰6,2 | 아이폰7,2 | 아이폰7,1 |            |            |
| 모델 번호        | 모델 번호                          | A1533 (북아메리카) A1453 (미국 및 일본) A1457 (유럽) A1530 (아시아 및 오세아니아) A1518 (중국) A1528 (중국)                                      | A1549 A1586 A1589 | A1522 A1524 A1593 |            |            |
| 발표일           | 발표일                             | 2013년 9월 10일 | 2014년 9월 9일 | 2014년 9월 9일 |            |            |
| 출시일           | 출시일                             | 2013년 9월 20일 | 2014년 9월 19일 | 2014년 9월 19일 |            |            |
| 판매 중단일      | 판매 중단일                        | 64 GB: 2014년 9월 9일 16 및 32 GB: 2016년 3월 21일                                                                                               | 128 GB: 2015년 9월 9일 16 및 64 GB: 2016년 9월 7일 32 GB (아이폰 6 전용): 2018년 9월 12일                                                        | 128 GB: 2015년 9월 9일 16 및 64 GB: 2016년 9월 7일 32 GB (아이폰 6 전용): 2018년 9월 12일                                                        |            |            |
| 판매 지원 중단일 | 판매 지원 중단일                   | 2020년 7월 15일 | 2020년 7월 15일 | 2020년 7월 15일 |            |            |

#### 판매 중단 및 미지원 (32비트 CPU)
| 모델             | 모델                               | 아이폰                                                       | 아이폰 3G                                                    | 아이폰 3GS                                                   | 아이폰 4                                                                                          | 아이폰 4S                                                                | 아이폰 5                                                                                      | 아이폰 5C |                   |
| ---------------- | ---------------------------------- | ------------------------------------------------------------ | ------------------------------------------------------------ | ------------------------------------------------------------ | ------------------------------------------------------------------------------------------------- | ------------------------------------------------------------------------ | --------------------------------------------------------------------------------------------- | --- | ----------------- |
| 사진             |                                    |                                                              |                                                              |                                                              |                                                                                                   |                                                                          |                                                                                               | |                   |
| 초기 운영체제    | 초기 운영체제                      | 아이폰 OS 1.0                                                | 아이폰 OS 2.0                                                | 아이폰 OS 3.0                                                | iOS 4.0 (GSM) iOS 4.2.5 (CDMA)                                                                    | iOS 5.0                                                                  | iOS 6.0                                                                                       | iOS 7.0 |                   |
| 최신 운영체제    | 최신 운영체제                      | 아이폰 OS 3.1.3                                              | iOS 4.2.1                                                    | iOS 6.1.6                                                    | iOS 7.1.2                                                                                         | iOS 9.3.6                                                                | iOS 10.3.4                                                                                    | iOS 10.3.3 |                   |
| 디스플레이       | 화면 크기                          | 3.5 in (89 mm) (대각선 길이) 2.9 in × 1.9 in (74 mm × 48 mm) | 3.5 in (89 mm) (대각선 길이) 2.9 in × 1.9 in (74 mm × 48 mm) | 3.5 in (89 mm) (대각선 길이) 2.9 in × 1.9 in (74 mm × 48 mm) | 3.5 in (89 mm) (대각선 길이) 2.9 in × 1.9 in (74 mm × 48 mm)                                      | 3.5 in (89 mm) (대각선 길이) 2.9 in × 1.9 in (74 mm × 48 mm)             | 4 in (100 mm) (대각선 길이) 3.5 in × 1.9 in (89 mm × 48 mm)                                   | 4 in (100 mm) (대각선 길이) 3.5 in × 1.9 in (89 mm × 48 mm) |                   |
| 디스플레이       | 백라이트                           | LED 백라이트                                                 | LED 백라이트                                                 | LED 백라이트                                                 | LED 백라이트                                                                                      | LED 백라이트                                                             | LED 백라이트                                                                                  | LED 백라이트 |                   |
| 디스플레이       | 멀티터치                           | 예                                                           | 예                                                           | 예                                                           | 예                                                                                                | 예                                                                       | 예                                                                                            | 예 |                   |
| 디스플레이       | 기술                               | LCD (와이드 스크린, TN 기술 적용)                            | LCD (와이드 스크린, TN 기술 적용)                            | LCD (와이드 스크린, TN 기술 적용)                            | Retina 디스플레이 (와이드 스크린 IPS 기술)                                                        | Retina 디스플레이 (와이드 스크린 IPS 기술)                               | Retina 디스플레이 (와이드 스크린 IPS 기술)                                                    | Retina 디스플레이 (와이드 스크린 IPS 기술) |                   |
| 디스플레이       | 해상도                             | 480 x 320                                                    | 480 x 320                                                    | 480 x 320                                                    | 960 x 640                                                                                         | 960 x 640                                                                | 1136 x 640                                                                                    | 1136 x 640 |                   |
| 디스플레이       | 화소 밀도 (ppi)                    | 163                                                          | 163                                                          | 163                                                          | 326                                                                                               | 326                                                                      | 326                                                                                           | 326 |                   |
| 디스플레이       | 화면비                             | 3:2                                                          | 3:2                                                          | 3:2                                                          | 3:2                                                                                               | 3:2                                                                      | 71:40 (~16:9)                                                                                 | 71:40 (~16:9) |                   |
| 디스플레이       | 최대 밝기 ( cd⁄m2)                 | ?                                                            | ?                                                            | ?                                                            | 500                                                                                               | 500                                                                      | 500                                                                                           | 500 |                   |
| 디스플레이       | 올레포빅 지문 방지 코팅            | 아니요                                                       | 아니요                                                       | 예                                                           | 예                                                                                                | 예                                                                       | 예                                                                                            | 예 |                   |
| 디스플레이       | 명암비                             | 200:1                                                        | 200:1                                                        | 200:1                                                        | 800:1                                                                                             | 800:1                                                                    | 800:1                                                                                         | 800:1 |                   |
| 디스플레이       | sRGB 디스플레이                    | 아니요                                                       | 아니요                                                       | 아니요                                                       | 아니요                                                                                            | 아니요                                                                   | 예                                                                                            | 예 |                   |
| 디스플레이       | 넓은 색영역 (P3 색영역)            | 아니요                                                       | 아니요                                                       | 아니요                                                       | 아니요                                                                                            | 아니요                                                                   | 아니요                                                                                        | 아니요 |                   |
| 디스플레이       | True Tone 디스플레이               | 아니요                                                       | 아니요                                                       | 아니요                                                       | 아니요                                                                                            | 아니요                                                                   | 아니요                                                                                        | 아니요 |                   |
| 디스플레이       | HDR 디스플레이                     | 아니요                                                       | 아니요                                                       | 아니요                                                       | 아니요                                                                                            | 아니요                                                                   | 아니요                                                                                        | 아니요 |                   |
| 디스플레이       | HDR 10 영상물                      | 아니요                                                       | 아니요                                                       | 아니요                                                       | 아니요                                                                                            | 아니요                                                                   | 아니요                                                                                        | 아니요 |                   |
| 디스플레이       | 돌비 비전                          | 아니요                                                       | 아니요                                                       | 아니요                                                       | 아니요                                                                                            | 아니요                                                                   | 아니요                                                                                        | 아니요 |                   |
| 디스플레이       | 탭틱 엔진                          | 빈칸                                                         | 빈칸                                                         | 빈칸                                                         | 빈칸                                                                                              | 빈칸                                                                     | 빈칸                                                                                          | 빈칸 |                   |
| 프로세서         | 칩셋                               | 삼성 RISC ARM 11                                             | 삼성 RISC ARM 11                                             | 삼성 S5PC100                                                 | 애플 A4                                                                                           | 애플 A5                                                                  | 애플 A6                                                                                       | 애플 A6 |                   |
| 프로세서         | 프로세서 공정                      | ?                                                            | ?                                                            | 65 nm                                                        | 45 nm                                                                                             | 45 nm                                                                    | 32 nm                                                                                         | 32 nm |                   |
| 프로세서         | 총 코어수                          | 1                                                            | 1                                                            | 1                                                            | 1                                                                                                 | 2                                                                        | 2                                                                                             | 2 |                   |
| 프로세서         | 고성능 코어                        | ARM 11                                                       | ARM 11                                                       | 1 x Coretex-A8                                               | 1 x Coretex-A8                                                                                    | 2 x ARM Coretex-A9\|Cortex-A9                                            | 2 x Swift                                                                                     | 2 x Swift |                   |
| 프로세서         | 저전력 코어                        | 빈칸                                                         | 빈칸                                                         | 빈칸                                                         | 빈칸                                                                                              | 빈칸                                                                     | 빈칸                                                                                          | 빈칸 |                   |
| 프로세서         | 클록 속도                          | 600 MHz (언더클록됨 : 412 MHz)                               | 600 MHz (언더클록됨 : 412 MHz)                               | 800 MHz (언더클록됨 : 600 MHz)                               | 1 GHz (언더클록됨 : 800 MHz)                                                                      | 1 GHz (언더클록됨 : 800 MHz)                                             | 1.3 GHz                                                                                       | 1.3 GHz |                   |
| 프로세서         | 비트                               | 32비트                                                       | 32비트                                                       | 32비트                                                       | 32비트                                                                                            | 32비트                                                                   | 32비트                                                                                        | 32비트 |                   |
| 프로세서         | 모션 보조 프로세서                 | 빈칸                                                         | 빈칸                                                         | 빈칸                                                         | 빈칸                                                                                              | 빈칸                                                                     | 빈칸                                                                                          | 빈칸 |                   |
| 프로세서         | 버스 폭                            | 16비트                                                       | 16비트                                                       | 32비트                                                       | 64비트                                                                                            | 64비트                                                                   | 64비트                                                                                        | 64비트 |                   |
| 프로세서         | 그래픽 프로세서                    | PowerVR MBX 라이트 3D                                        | PowerVR MBX 라이트 3D                                        | PowerVR SGX535                                               | PowerVR SGX535                                                                                    | PowerVR SGX543MP2                                                        | PowerVR SGX543MP3                                                                             | PowerVR SGX543MP3 | PowerVR SGX543MP3 |
| 프로세서         | 뉴럴 엔진                          | 빈칸                                                         | 빈칸                                                         | 빈칸                                                         | 빈칸                                                                                              | 빈칸                                                                     | 빈칸                                                                                          | 빈칸 |                   |
| 스토리지         | 스토리지                           | 4 GB, 8 GB, 16 GB                                            | 8 GB, 16 GB                                                  | 8 GB, 16 GB, 32 GB                                           | 8 GB, 16 GB, 32 GB                                                                                | 8 GB, 16 GB, 32 GB, 64 GB                                                | 16 GB, 32 GB, 64 GB                                                                           | 8 GB, 16 GB, 32 GB |                   |
| 스토리지 유형    | 스토리지 유형                      | 낸드 플래시 (eMMC)                                           | 낸드 플래시 (eMMC)                                           | 낸드 플래시 (eMMC)                                           | 낸드 플래시 (eMMC)                                                                                | 낸드 플래시 (eMMC)                                                       | 낸드 플래시 (eMMC)                                                                            | 낸드 플래시 (eMMC) |                   |
| 메모리           | 메모리                             | 128 MB                                                       | 128 MB                                                       | 256 MB                                                       | 512 MB                                                                                            | 512 MB                                                                   | 1 GB                                                                                          | 1 GB |                   |
| 메모리 유형      | 메모리 유형                        | LPDDR                                                        | LPDDR                                                        | LPDDR                                                        | LPDDR2                                                                                            | LPDDR2                                                                   | LPDDR2                                                                                        | LPDDR2 |                   |
| 커넥터           | 커넥터                             | 30핀 커넥터                                                  | 30핀 커넥터                                                  | 30핀 커넥터                                                  | 30핀 커넥터                                                                                       | 30핀 커넥터                                                              | 8핀 라이트닝 커넥터                                                                           | 8핀 라이트닝 커넥터 |                   |
| 통신             | 와이파이 (802.11)                  | 와이파이 (802.11b/g)                                         | 와이파이 (802.11b/g)                                         | 와이파이 (802.11b/g)                                         | 와이파이 (802.11b/g/n) 802.11n, 2.4 GHz 만 지원함                                                 | 와이파이 (802.11b/g/n) 802.11n, 2.4 GHz 만 지원함                        | 와이파이 (802.11a/b/g/n) 802.11n, 2.4 GHz 및 5 GHz 모두 지원함                                | 와이파이 (802.11a/b/g/n) 802.11n, 2.4 GHz 및 5 GHz 모두 지원함 |                   |
| 통신             | MIMO                               | 아니요                                                       | 아니요                                                       | 아니요                                                       | 아니요                                                                                            | 아니요                                                                   | 아니요                                                                                        | 아니요 |                   |
| 통신             | NFC                                | 아니요                                                       | 아니요                                                       | 아니요                                                       | 아니요                                                                                            | 아니요                                                                   | 아니요                                                                                        | 아니요 |                   |
| 통신             | Express Cards                      | 아니요                                                       | 아니요                                                       | 아니요                                                       | 아니요                                                                                            | 아니요                                                                   | 아니요                                                                                        | 아니요 |                   |
| 통신             | 블루투스                           | 블루투스 2.0                                                 | 블루투스 2.0                                                 | 블루투스 2.1                                                 | 블루투스 2.1                                                                                      | 블루투스 4.0                                                             | 블루투스 4.0                                                                                  | 블루투스 4.0 |                   |
| 통신             | 애플 초광대역 U1                   | 아니요                                                       | 아니요                                                       | 아니요                                                       | 아니요                                                                                            | 아니요                                                                   | 아니요                                                                                        | 아니요 |                   |
| 통신             | 셀룰러                             | GSM/GPRS/EDGE                                                | GSM/EDGE/UMTS/HSDPA                                          | GSM/EDGE/UMTS/HSDPA                                          | GSM/EDGE/UMTS/HSDPA/HSUPA/CDMA EV-DO Rev. A (CDMA 모델 전용)                                      | GSM/EDGE/UMTS/HSDPA/HSUPA/CDMA EV-DO Rev. A                              | GSM/EDGE/UMTS/HSPA+/DC-HSDPA/CDMA EV-DO Rev. A 및 Rev. B(일부 모델)/LTE                       | GSM/EDGE/UMTS/HSPA+/DC-HSDPA/CDMA EV-DO Rev. A 및 Rev. B(일부 모델)/LTE                                                                                                |                   |
| 통신             | VoLTE                              | 아니요                                                       | 아니요                                                       | 아니요                                                       | 아니요                                                                                            | 아니요                                                                   | 아니요                                                                                        | 아니요 |                   |
| 통신             | 보조 GPS                           | 아니요                                                       | 예                                                           | 예                                                           | 예                                                                                                | 예                                                                       | 예                                                                                            | 예 |                   |
| 통신             | GLONASS                            | 아니요                                                       | 아니요                                                       | 아니요                                                       | 아니요                                                                                            | 예                                                                       | 예                                                                                            | 예 |                   |
| 통신             | SIM 카드 폼팩터                    | 미니-SIM                                                     | 미니-SIM                                                     | 미니-SIM                                                     | 마이크로-SIM                                                                                      | 마이크로-SIM                                                             | 나노 SIM                                                                                      | 나노 SIM |                   |
| 보안             | Touch ID                           | 아니요                                                       | 아니요                                                       | 아니요                                                       | 아니요                                                                                            | 아니요                                                                   | 아니요                                                                                        | 아니요 |                   |
| 보안             | Face ID                            | 아니요                                                       | 아니요                                                       | 아니요                                                       | 아니요                                                                                            | 아니요                                                                   | 아니요                                                                                        | 아니요 |                   |
| 센서             | 근접 센서                          | 예                                                           | 예                                                           | 예                                                           | 예                                                                                                | 예                                                                       | 예                                                                                            | 예 |                   |
| 센서             | 3축 자이로                         | 아니요                                                       | 아니요                                                       | 아니요                                                       | 예                                                                                                | 예                                                                       | 예                                                                                            | 예 |                   |
| 센서             | 가속도계                           | 예                                                           | 예                                                           | 예                                                           | 예                                                                                                | 예                                                                       | 예                                                                                            | 예 |                   |
| 센서             | 조도계                             | 예                                                           | 예                                                           | 예                                                           | 예                                                                                                | 예                                                                       | 예                                                                                            | 예 |                   |
| 센서             | 고도계                             | 아니요                                                       | 아니요                                                       | 아니요                                                       | 아니요                                                                                            | 아니요                                                                   | 아니요                                                                                        | 아니요 |                   |
| 후면 카메라      | 카메라                             | 200만 화소                                                   | 200만 화소                                                   | 300만 화소                                                   | 500만 화소                                                                                        | 800만 화소                                                               | 800만 화소                                                                                    | 800만 화소 |                   |
| 후면 카메라      | 조리개값                           | f/2.8                                                        | f/2.8                                                        | f/2.8                                                        | f/2.8                                                                                             | f/2.4                                                                    | f/2.4                                                                                         | f/2.4 |                   |
| 후면 카메라      | 옵티컬 이미지 안정화 (OIS)         | 아니요                                                       | 아니요                                                       | 아니요                                                       | 아니요                                                                                            | 아니요                                                                   | 아니요                                                                                        | 아니요 |                   |
| 후면 카메라      | 자동 이미지 안정화                 | 아니요                                                       | 아니요                                                       | 아니요                                                       | 아니요                                                                                            | 아니요                                                                   | 아니요                                                                                        | 아니요 |                   |
| 후면 카메라      | 렌즈 매수                          | ?                                                            | ?                                                            | ?                                                            | 4매 렌즈                                                                                          | 5매 렌즈                                                                 | 5매 렌즈                                                                                      | 5매 렌즈 |                   |
| 후면 카메라      | 야간 모드                          | 아니요                                                       | 아니요                                                       | 아니요                                                       | 아니요                                                                                            | 아니요                                                                   | 아니요                                                                                        | 아니요 |                   |
| 후면 카메라      | 자동 보정                          | 아니요                                                       | 아니요                                                       | 아니요                                                       | 아니요                                                                                            | 아니요                                                                   | 아니요                                                                                        | 아니요 |                   |
| 후면 카메라      | 옵티컬 줌 1x                       |                                                              |                                                              |                                                              |                                                                                                   |                                                                          |                                                                                               | |                   |
| 후면 카메라      | 디지털 줌                          | 빈칸                                                         | 빈칸                                                         | 5x                                                           | 5x                                                                                                | 5x                                                                       | 5x                                                                                            | 5x |                   |
| 후면 카메라      | 자동 초점                          | 아니요                                                       | 아니요                                                       | 아니요                                                       | 아니요                                                                                            | 예                                                                       | 예                                                                                            | 예 |                   |
| 후면 카메라      | 파노라마                           | 빈칸                                                         | 빈칸                                                         | 빈칸                                                         | 빈칸                                                                                              | 빈칸                                                                     | 지원됨                                                                                        | 지원됨 |                   |
| 후면 카메라      | 인물화 모드                        | 아니요                                                       | 아니요                                                       | 아니요                                                       | 아니요                                                                                            | 아니요                                                                   | 아니요                                                                                        | 아니요 |                   |
| 후면 카메라      | 인물화 라이팅                      | 아니요                                                       | 아니요                                                       | 아니요                                                       | 아니요                                                                                            | 아니요                                                                   | 아니요                                                                                        | 아니요 |                   |
| 후면 카메라      | 렌즈 커버                          | 빈칸                                                         | 빈칸                                                         | 빈칸                                                         | 빈칸                                                                                              | 빈칸                                                                     | 사파이어 크리스털 렌즈 커버                                                                   | 사파이어 크리스털 렌즈 커버 |                   |
| 후면 카메라      | 버스트 모드                        | 아니요                                                       | 아니요                                                       | 아니요                                                       | 아니요                                                                                            | 아니요                                                                   | 아니요                                                                                        | 아니요 |                   |
| 후면 카메라      | 플래시                             | 빈칸                                                         | 빈칸                                                         | 빈칸                                                         | LED 플래시                                                                                        | LED 플래시                                                               | LED 플래시                                                                                    | LED 플래시 |                   |
| 후면 카메라      | Live Photos                        | 아니요                                                       | 아니요                                                       | 아니요                                                       | 아니요                                                                                            | 아니요                                                                   | 아니요                                                                                        | 아니요 |                   |
| 후면 카메라      | 넓은 색영역                        | 아니요                                                       | 아니요                                                       | 아니요                                                       | 아니요                                                                                            | 아니요                                                                   | 아니요                                                                                        | 아니요 |                   |
| 후면 카메라      | HDR (사진 촬영)                    | 아니요                                                       | 아니요                                                       | 아니요                                                       | 아니요                                                                                            | 아니요                                                                   | 아니요                                                                                        | 아니요 |                   |
| 후면 카메라      | 비디오 녹화                        | 아니요                                                       | 아니요                                                       | 480p 30프레임                                                | 720p HD 30프레임                                                                                  | 1080p HD 30프레임                                                        | 1080p HD 30프레임                                                                             | 1080p HD 30프레임 |                   |
| 후면 카메라      | EDR 비디오                         | 아니요                                                       | 아니요                                                       | 아니요                                                       | 아니요                                                                                            | 아니요                                                                   | 아니요                                                                                        | 아니요 |                   |
| 후면 카메라      | 옵티컬 이미지 안정화 (비디오 촬영) | 아니요                                                       | 아니요                                                       | 아니요                                                       | 아니요                                                                                            | 아니요                                                                   | 아니요                                                                                        | 아니요 |                   |
| 후면 카메라      | 옵티컬 줌                          | 1x                                                           | 1x                                                           | 1x                                                           | 1x                                                                                                | 1x                                                                       | 1x                                                                                            | 1x |                   |
| 후면 카메라      | 디지털 줌                          | 빈칸                                                         | 빈칸                                                         | 3x                                                           | 3x                                                                                                | 3x                                                                       | 3x                                                                                            | 3x |                   |
| 후면 카메라      | 슬로모션 비디오                    | 빈칸                                                         | 빈칸                                                         | 빈칸                                                         | 빈칸                                                                                              | 빈칸                                                                     | 빈칸                                                                                          | 빈칸 |                   |
| 후면 카메라      | 오디오 줌                          | 아니요                                                       | 아니요                                                       | 아니요                                                       | 아니요                                                                                            | 아니요                                                                   | 아니요                                                                                        | 아니요 |                   |
| 후면 카메라      | 퀵테이크 비디오                    | 아니요                                                       | 아니요                                                       | 아니요                                                       | 아니요                                                                                            | 아니요                                                                   | 아니요                                                                                        | 아니요 |                   |
| 후면 카메라      | 타임랩스 비디오                    | 아니요                                                       | 아니요                                                       | 아니요                                                       | 아니요                                                                                            | 아니요                                                                   | 아니요                                                                                        | 아니요 |                   |
| 후면 카메라      | 시네마틱 비디오 안정화             | 아니요                                                       | 아니요                                                       | 아니요                                                       | 아니요                                                                                            | 아니요                                                                   | 아니요                                                                                        | 아니요 |                   |
| 후면 카메라      | 스테레오 녹화                      | 아니요                                                       | 아니요                                                       | 아니요                                                       | 아니요                                                                                            | 아니요                                                                   | 아니요                                                                                        | 아니요 |                   |
| 전면 카메라      | 카메라                             | 빈칸                                                         | 빈칸                                                         | 빈칸                                                         | 30만 화소 화소                                                                                    | 30만 화소 화소                                                           | 120만 화소                                                                                    | 120만 화소 | 120만 화소        |
| 전면 카메라      | 조리개값                           | 빈칸                                                         | 빈칸                                                         | 빈칸                                                         | ?                                                                                                 | ?                                                                        | f/2.4                                                                                         | f/2.4 | f/2.4             |
| 전면 카메라      | 인물화 모드                        | 아니요                                                       | 아니요                                                       | 아니요                                                       | 아니요                                                                                            | 아니요                                                                   | 아니요                                                                                        | 아니요 |                   |
| 전면 카메라      | 인물화 라이팅                      | 아니요                                                       | 아니요                                                       | 아니요                                                       | 아니요                                                                                            | 아니요                                                                   | 아니요                                                                                        | 아니요 |                   |
| 전면 카메라      | Animoji 및 Memoji                  | 아니요                                                       | 아니요                                                       | 아니요                                                       | 아니요                                                                                            | 아니요                                                                   | 아니요                                                                                        | 아니요 |                   |
| 전면 카메라      | Live Photos                        | 아니요                                                       | 아니요                                                       | 아니요                                                       | 아니요                                                                                            | 아니요                                                                   | 아니요                                                                                        | 아니요 |                   |
| 전면 카메라      | 넓은 색영역                        | 아니요                                                       | 아니요                                                       | 아니요                                                       | 아니요                                                                                            | 아니요                                                                   | 아니요                                                                                        | 아니요 |                   |
| 전면 카메라      | Retina 플래시                      | 아니요                                                       | 아니요                                                       | 아니요                                                       | 아니요                                                                                            | 아니요                                                                   | 아니요                                                                                        | 아니요 |                   |
| 전면 카메라      | 비디오 녹화                        | 빈칸                                                         | 빈칸                                                         | 빈칸                                                         | 480p 30프레임                                                                                     | 480p 30프레임                                                            | 720p HD 30프레임                                                                              | 720p HD 30프레임 |                   |
| 전면 카메라      | 슬로모션 비디오                    | 아니요                                                       | 아니요                                                       | 아니요                                                       | 아니요                                                                                            | 아니요                                                                   | 아니요                                                                                        | 아니요 |                   |
| 전면 카메라      | EDR 비디오                         | 아니요                                                       | 아니요                                                       | 아니요                                                       | 아니요                                                                                            | 아니요                                                                   | 아니요                                                                                        | 아니요 |                   |
| 전면 카메라      | HDR (사진 촬영)                    | 아니요                                                       | 아니요                                                       | 아니요                                                       | 아니요                                                                                            | 아니요                                                                   | 아니요                                                                                        | 아니요 |                   |
| 전면 카메라      | 시네마틱 비디오 안정화             | 아니요                                                       | 아니요                                                       | 아니요                                                       | 아니요                                                                                            | 아니요                                                                   | 아니요                                                                                        | 아니요 |                   |
| 전면 카메라      | 자동 이미지 안정화                 | 아니요                                                       | 아니요                                                       | 아니요                                                       | 아니요                                                                                            | 아니요                                                                   | 아니요                                                                                        | 아니요 |                   |
| 전면 카메라      | FaceTime                           | 빈칸                                                         | 빈칸                                                         | 빈칸                                                         | 예                                                                                                | 예                                                                       | 예                                                                                            | 예 |                   |
| 오디오           | 플레이백                           | 모노                                                         | 모노                                                         | 모노                                                         | 모노                                                                                              | 모노                                                                     | 모노                                                                                          | 모노 |                   |
| 오디오           | 돌비 애트모스                      | 아니요                                                       | 아니요                                                       | 아니요                                                       | 아니요                                                                                            | 아니요                                                                   | 아니요                                                                                        | 아니요 |                   |
| 오디오           | 3.5 mm 이어폰 잭                   | 예                                                           | 예                                                           | 예                                                           | 예                                                                                                | 예                                                                       | 예                                                                                            | 예 |                   |
| HAC 점수         | HAC 점수                           | 빈칸                                                         | 빈칸                                                         | 빈칸                                                         | M3, T3 (2G) M4, T4 (3G 및 CDMA 모델)                                                              | 빈칸                                                                     | M3, T4 (GSM 모델) M4, T4 (CDMA 모델)                                                          | M3, T4 |                   |
| 보청기와의 연동  | 보청기와의 연동                    | 아니요                                                       | 아니요                                                       | 아니요                                                       | 아니요                                                                                            | 예                                                                       | 예                                                                                            | 예 |                   |
| 실시간 듣기      | 실시간 듣기                        | 아니요                                                       | 아니요                                                       | 아니요                                                       | 아니요                                                                                            | 예                                                                       | 예                                                                                            | 예 |                   |
| 재질             | 전면                               | 전 모델 검은색 전면 유리                                     | 전 모델 검은색 전면 유리                                     | 전 모델 검은색 전면 유리                                     | 화이트: 흰색 전면 유리 블랙:검은색 전면 유리                                                      | 화이트: 흰색 전면 유리 블랙:검은색 전면 유리                             | 화이트: 흰색 전면 유리 블랙:검은색 전면 유리                                                  | 전 모델 검은색 전면 유리 |                   |
| 재질             | 후면                               | 흰색 후면 알루미늄 (하단에 검은색 플라스틱 적용)             | 화이트: 흰색 플라스틱 후면 블랙: 검은 플라스틱 후면          | 화이트: 흰색 플라스틱 후면 블랙: 검은 플라스틱 후면          | 화이트: 흰색 후면 유리 블랙: 검은색 후면 유리                                                     | 화이트: 흰색 후면 유리 블랙: 검은색 후면 유리                            | 화이트 & 실버: 실버 색상 후면 알루미늄 블랙 & 슬레이트: 슬레이트 색상 후면 알루미늄           | 화이트: 흰색 폴리카보네이트 후면 핑크: 핑크색 폴리카보네이트 후면 그린: 초록색 폴리카보네이트 후면 블루: 파란색 폴리카보네이트 후면 옐로우: 노란색 폴리카보네이트 후면 |                   |
| 재질             | 측면                               | 흰색으로 도금된 알루미늄 측면 (하단에 검은색 플라스틱 적용)  | 화이트: 흰색 플라스틱 측면 블랙: 검은색 플라스틱 측면        | 화이트: 흰색 플라스틱 측면 블랙: 검은색 플라스틱 측면        | 전 모델 은색 스테인리스 측면                                                                      | 전 모델 은색 스테인리스 측면                                             | 화이트 & 실버: 실버 색상 후면 알루미늄 측면 블랙 & 슬레이트: 슬레이트 색상 후면 알루미늄 측면 | 화이트: 흰색 폴리카보네이트 측면 핑크: 핑크색 폴리카보네이트 측면 그린: 초록색 폴리카보네이트 측면 블루: 파란색 폴리카보네이트 측면 옐로우: 노란색 폴리카보네이트 측면 |                   |
| 색상             | 색상                               |                                                              | : 8 및 16 GB : 16 GB 전용                                    | : 8, 16, 및 32 GB : 16 및 32 GB 전용                         |                                                                                                   |                                                                          |                                                                                               | |                   |
| 전력             | 전력                               | 3.7 V 5.18 W·h (1,400 mA·h)                                  | 3.7 V 4.12 W·h (1,150 mA·h)                                  | 3.7 V 4.51 W·h (1,219 mA·h)                                  | 3.7 V 5.25 W·h (1,420 mA·h)                                                                       | 3.7 V 5.3 W·h (1,432 mA·h)                                               | 3.8 V 5.45 W·h (1,440 mA·h)                                                                   | 3.8 V 5.73 W·h (1,510 mA·h) |                   |
| 고속 충전        | 고속 충전                          | 아니요                                                       | 아니요                                                       | 아니요                                                       | 아니요                                                                                            | 아니요                                                                   | 아니요                                                                                        | 아니요 |                   |
| 무선 충전        | 무선 충전                          | 아니요                                                       | 아니요                                                       | 아니요                                                       | 아니요                                                                                            | 아니요                                                                   | 아니요                                                                                        | 아니요 |                   |
| 방수방진         | 방수방진                           | 아니요                                                       | 아니요                                                       | 아니요                                                       | 아니요                                                                                            | 아니요                                                                   | 아니요                                                                                        | 아니요 |                   |
| 규격             | 높이                               | 115 mm (4.5 in)                                              | 115.5 mm (4.55 in)                                           | 115.5 mm (4.55 in)                                           | 115.2 mm (4.54 in)                                                                                | 115.2 mm (4.54 in)                                                       | 123.8 mm (4.87 in)                                                                            | 124.4 mm (4.90 in) |                   |
| 규격             | 폭                                 | 61 mm (2.4 in)                                               | 62.1 mm (2.44 in)                                            | 62.1 mm (2.44 in)                                            | 58.6 mm (2.31 in)                                                                                 | 58.6 mm (2.31 in)                                                        | 58.6 mm (2.31 in)                                                                             | 59.2 mm (2.33 in) |                   |
| 규격             | 두께                               | 11.6 mm (0.46 in)                                            | 12.3 mm (0.48 in)                                            | 12.3 mm (0.48 in)                                            | 9.3 mm (0.37 in)                                                                                  | 9.3 mm (0.37 in)                                                         | 7.6 mm (0.30 in)                                                                              | 8.97 mm (0.353 in) |                   |
| 중량             | 중량                               | 135 g (4.8 oz)                                               | 133 g (4.7 oz)                                               | 135 g (4.8 oz)                                               | 137 g (4.8 oz)                                                                                    | 140 g (4.9 oz)                                                           | 112 g (4.0 oz)                                                                                | 132 g (4.7 oz) |                   |
| 탄소 배출량      | 탄소 배출량                        | 빈칸                                                         | 55 kg CO2e                                                   | 55 kg CO2e                                                   | 45 kg CO2e                                                                                        | 70 kg CO2e 55 kg CO2e                                                    | 75 kg CO2e                                                                                    | 60 kg CO2e |                   |
| 하드웨어 버전    | 하드웨어 버전                      | 아이폰1,1                                                    | 아이폰1,2                                                    | 아이폰2,1                                                    | 아이폰3,1 아이폰3,2 아이폰3,3                                                                     | 아이폰4,1                                                                | 아이폰5,1 아이폰5,2                                                                           | 아이폰5,3 아이폰5,4 |                   |
| 모델 번호        | 모델 번호                          | A1203                                                        | A1324 (중국) A1241                                           | A1325 (중국) A1303                                           | A1349 (CDMA) A1332 (GSM)                                                                          | A1431 (GSM 중국) A1387                                                   | A1428 (GSM) A1429 (GSM 및 CDMA) A1442 (CDMA 중국)                                             | A1532 (북아메리카) A1456 (미국 및 일본) A1507 (유럽) A1529 (아시아 및 오세아니아) A1516 (중국) A1526 (중국)                                                            |                   |
| 발표일           | 발표일                             | 2007년 1월 9일                                               | 2008년 7월 9일                                               | 2009년 7월 8일                                               | 2010년 6월 7일                                                                                    | 2011년 10월 4일                                                          | 2012년 9월 12일                                                                               | 2013년 9월 10일 |                   |
| 출시일           | 출시일                             | 4 및 8 GB: 2007년 6월 29일 16 GB: 2008년 2월 5일             | 2008년 7월 11일                                              | 16 및 32 GB: 2009년 6월 11일 8 GB: 2010년 6월 24일           | 16 및 32 GB: 2010년 6월 24일 CDMA: 2011년 2월 10일 화이트: 2011년 4월 28일 8 GB: 2011년 10월 14일 | 16, 32, 및 64 GB: 2011년 10월 14일 8 GB: 2013년 9월 20일                 | 2012년 9월 21일                                                                               | 16 및 32 GB: 2013년 9월 20일 8 GB: 2014년 3월 18일 및 2014년 9월 9일                                                                                                   |                   |
| 판매 중단일      | 판매 중단일                        | 4 GB: 2007년 9월 5일 8 GB 및 16 GB: 2008년 7월 11일          | 16 GB: 2009년 6월 8일 8 GB 블랙: 2010년 6월 7일              | 16 및 32 GB: 2010년 6월 24일 8 GB 블랙: 2012년 9월 12일      | 16 및 32 GB: 2011년 10월 4일 8 GB: 2013년 9월 10일                                                | 32 및 64 GB: 2012년 9월 12일 16 GB: 2013년 9월 10일 8 GB: 2014년 9월 9일 | 2013년 9월 10일                                                                               | 16 GB 및 32 GB: 2014년 9월 9일 8 GB: 2015년 9월 9일 |                   |
| 판매 지원 중단일 | 판매 지원 중단일                   | 2010년 6월 21일                                              | 2011년 3월 9일                                               | 2014년 2월 21일                                              | 2014년 9월 17일                                                                                   | 2016년 9월 13일 2019년 7월 22일 (GPS 업데이트)                           | 2017년 9월 19일 2019년 7월 22일 (GPS 업데이트)                                                | 2017년 9월 19일 |                   |

### 아이패드
| 사진 | 소비자명                | 출시일          | 기기 유형  | 통신지원 | 운영체제 버전        | 프로세서                                                         | 메모리(RAM/ROM)                  | 디스플레이                                   | 크기/질량                                 | 후면/전면 카메라                                     | 비고 |
| ---- | ----------------------- | --------------- | ---------- | --- | -------------------- | ---------------------------------------------------------------- | -------------------------------- | -------------------------------------------- | ----------------------------------------- | ---------------------------------------------------- | ---- |
|      | 아이패드 3G             | 2010년 4월 30일 | 스마트패드 | UMTS / HSDPA 850, 1,900, 2,100 MHz GSM / EDGE 850, 900, 1,800, 1,900 MHz) (CDMA 모델 전용) CDMA/EV-DO Rev. A 800, 1,900 MHz 포함 | iOS 3.2 -> iOS 5.1.1 | 애플 A4, ARM Cortex A8 1 GHz 파워VR SGX535                       | 256MiB LPDDR2/ 16, 32,64GB eMMc  | 246mm(9.7") 16M IPS TFT-LCD 해상도 768*1024  | 189.7*242.8*13.4 mm , 730g                | 미지원                                               |      |
|      | 아이패드 WiFi           | 2010년 4월 30일 | 스마트패드 | WiFi | iOS 3.2 -> iOS 5.1.1 | 애플 A4, ARM Cortex A8 1 GHz 파워VR SGX535                       | 256MiB LPDDR2/ 16, 32,64GB eMMc  | 246mm(9.7") 16M IPS TFT-LCD 해상도 768*1024  | 189.7*242.8*13.4 mm , 680g                | 미지원                                               |      |
|      | 아이패드 2 3G           | 2011년 3월 11일 | 스마트패드 | UMTS / HSDPA 850, 1,900, 2,100 MHz GSM / EDGE 850, 900, 1,800, 1,900 MHz) (CDMA 모델 전용) CDMA/EV-DO Rev. A 800, 1,900 MHz 포함 | iOS 4.2 -> iOS 6.0.2 | 애플 A5, ARM Cortex A9 듀얼코어 1 GHz 파워VR SGX543MP2           | 512MiB LPDDR2/ 16, 32,64GB eMMc  | 246mm(9.7") 16M IPS TFT-LCD 해상도 768*1024  | 185.7*241.2*8.8 mm , 613g(GSM)/607g(CDMA) | 후면 70만화소, 720p/30fps /30만 화소                 |      |
|      | 아이패드 2 WiFi         | 2011년 3월 11일 | 스마트패드 | WiFi | iOS 4.2 -> iOS 6.0.2 | 애플 A5, ARM Cortex A9 듀얼코어 1 GHz 파워VR SGX543MP2           | 512MiB LPDDR2/ 16, 32,64GB eMMc  | 246mm(9.7") 16M IPS TFT-LCD 해상도 768*1024  | 185.7*241.2*8.8 mm , 601g                 | 후면 70만화소, 720p/30fps /30만 화소                 |      |
|      | 아이패드 (3세대) 셀룰러 | 2012년 3월 23일 | 스마트패드 | GSM/EDGE (850, 900, 1,800, 1,900 MHz) UMTS/HSPA/HSPA+/DC-HSDPA (850, 900, 1,900, 2,100 MHz), LTE (700, 2100 MHz) (Wi-Fi + 버라이즌 셀룰러 모델 전용) EvDO Rev. A (800, 1,900 MHz) GSM/EDGE (850, 900, 1,800, 1,900 MHz), UMTS/HSPA/HSPA+/DC-HSDPA (850, 900, 1,900, 2,100 MHz), LTE (700 MHz) | iOS 5.1 -> iOS 6.0.2 | 애플 A5X, ARM Cortex A9 듀얼코어 1 GHz 파워VR SGX543MP4          | 1024MiB LPDDR2/ 16, 32,64GB eMMc | 246mm(9.7") 16M IPS TFT-LCD 해상도 1536*2048 | 185*241*9.4 mm , 660g                     | 후면 500만화소, 1080p/30fps /30만 화소               |      |
|      | 아이패드 (3세대) WiFi   | 2012년 3월 23일 | 스마트패드 | WiFi | iOS 5.1 -> iOS 6.0.2 | 애플 A5X, ARM Cortex A9 듀얼코어 1 GHz 파워VR SGX543MP4          | 1024MiB LPDDR2/ 16, 32,64GB eMMc | 246mm(9.7") 16M IPS TFT-LCD 해상도 1536*2048 | 185*241*9.4 mm , 649g                     | 후면 500만화소, 1080p/30fps /30만 화소               |      |
|      | 아이패드 (4세대) 셀룰러 | 2012년 11월 2일 | 스마트패드 | GSM 모델 LTE 700, 2,100 MHz UMTS / HSDPA/HSPA+ / DC-HSDPA 850, 900, 1,900, 2,100 MHz GSM / EDGE 850, 900, 1,800, 1,900 MHz CDMA 모델 LTE 700 MHz CDMA/EV-DO Rev. A 800, 1,900 MHz UMTS / HSDPA/HSPA+/DC-HSDPA 850, 900, 1,900, 2,100 MHz GSM / EDGE 850, 900, 1,800, 1,900 MHz                | iOS 6.0 -> iOS 6.0.2 | 애플 A6X, ARMv7s 애플 스위프트 듀얼코어 1.3 GHz 파워VR SGX554MP4 | 1024MiB LPDDR2/ 16, 32,64GB eMMc | 246mm(9.7") 16M IPS TFT-LCD 해상도 1536*2048 | 185*241*9.4 mm , 662g                     | 후면 500만화소, 1080p/30fps /120만 화소, 720p 동영상 |      |
|      | 아이패드 (4세대) WiFi   | 2012년 11월 2일 | 스마트패드 | WiFi | iOS 6.0 -> iOS 6.0.2 | 애플 A6X, ARMv7s 애플 스위프트 듀얼코어 1.3 GHz 파워VR SGX554MP4 | 1024MiB LPDDR2/ 16, 32,64GB eMMc | 246mm(9.7") 16M IPS TFT-LCD 해상도 1536*2048 | 185*241*9.4 mm , 650g                     | 후면 500만화소, 1080p/30fps /120만 화소, 720p 동영상 |      |
|      | 아이패드 미니           | 2012년 11월 2일 | 슬레이트   | LTE/CDMA/GSM/EDGE/GPRS | iOS 6.0 -> iOS 6.0.2 | 애플 A5, ARM Cortex A9 듀얼코어 1 GHz 파워VR SGX543MP2           | 512MiB LPDDR2/ 16, 32,64GB eMMc  | 200mm(7.9") 16M IPS TFT-LCD 해상도 768*1024  | 134.7*200*7.2 mm , 312g                   | 후면 500만화소, 1080p/30fps /120만 화소, 720p        |      |
|      | 아이패드 미니 WiFi      | 2012년 11월 2일 | 슬레이트   | WiFi | iOS 6.0 -> iOS 6.0.2 | 애플 A5, ARM Cortex A9 듀얼코어 1 GHz 파워VR SGX543MP2           | 512MiB LPDDR2/ 16, 32,64GB eMMc  | 200mm(7.9") 16M IPS TFT-LCD 해상도 768*1024  | 134.7*200*7.2 mm , 302g                   | 후면 500만화소, 1080p/30fps /120만 화소, 720p        |      |

### 아이팟 터치
| 모델                | 발표됨          | 출시됨                                  | 판매 중단됨                             | 판매 지원 중단됨 | 지원된 기간                     | 단종 이후 지원된 기간 |
| ------------------- | --------------- | --------------------------------------- | --------------------------------------- | ---------------- | ------------------------------- | --------------------- |
| 아이팟 터치 (1세대) | 2007년 9월 5일  | 2007년 9월 5일                          | 2008년 9월 9일                          | 2010년 6월 21일  | 2년, 9개월                      | 1년, 9개월            |
| 아이팟 터치 (2세대) | 2008년 9월 9일  | 2008년 9월 9일 2009년 9월 9일 (MC 모델) | 2009년 9월 9일 2010년 9월 1일 (MC 모델) | 2011년 3월 9일   | 2년, 6개월 1년, 6개월 (MC 모델) | 1년, 6개월 (MC 모델)  |
| 아이팟 터치 (3세대) | 2009년 9월 9일  | 2009년 9월 9일                          | 2010년 9월 1일                          | 2012년 9월 19일  | 3년                             | 2년                   |
| 아이팟 터치 (4세대) | 2010년 9월 1일  | 2010년 9월 1일                          | 2013년 5월 30일                         | 2014년 2월 21일  | 3년, 5개월                      | 8개월                 |
| 아이팟 터치 (5세대) | 2012년 9월 12일 | 2012년 10월 11일                        | 2015년 7월 15일                         | 2016년 9월 13일  | 3년, 11개월                     | 1년, 1개월            |
| 아이팟 터치 (6세대) | 2015년 7월 15일 | 2015년 7월 15일                         | 2019년 5월 28일                         | 2020년 7월 15일  | 5년                             | 1년, 1개월            |
| 아이팟 터치 (7세대) | 2019년 5월 28일 | 2019년 5월 28일                         | 생산중                                  | 생산중           | 6년, 2개월                      | 생산중                |

| 모델               | 모델               | 아이팟 터치 (1세대) | 아이팟 터치 (2세대) | 아이팟 터치 (3세대) | 아이팟 터치 (4세대) | 아이팟 터치 (5세대) 좌측: 32, 64 GB 버전 및 2014년도 16 GB버전 우측: 2013년도 16 GB 버전            | 아이팟 터치 (5세대) 좌측: 32, 64 GB 버전 및 2014년도 16 GB버전 우측: 2013년도 16 GB 버전            | 아이팟 터치 (6세대) | 아이팟 터치 (7세대) |
| ------------------ | ------------------ | --- | --- | --- | --- | --------------------------------------------------------------------------------------------------- | --------------------------------------------------------------------------------------------------- | --- | --- |
| 사진               |                    | | | | | | | | |
| 초기 운영 체제     | 초기 운영 체제     | 아이폰 OS 1.1 | 아이폰 OS 2.1.1 아이폰 OS 3.1.1 (MC 모델)                                                                                                | 아이폰 OS 3.1.1 | iOS 4.1 iOS 5.0 (화이트) | iOS 6.0                                                                                             | iOS 6.1.3                                                                                           | iOS 8.4 | iOS 12.3.1 |
| 최신 운영 체제     | 최신 운영 체제     | 아이폰 OS 3.1.3 | iOS 4.2.1 | iOS 5.1.1 | iOS 6.1.6 | iOS 9.3.5                                                                                           | iOS 9.3.5                                                                                           | iOS 12.4.8 | iOS 14.0.1 |
| 디스플레이         | 디스플레이         | 3.5 in (89 mm), 3:2 화면비, 262,144컬러 (18비트), 유광 유리 소재로 보호된 LED 백라이트 TN LCD, 480 × 320 px (HVGA) 163 ppi, 200:1 명암비 | 3.5 in (89 mm), 3:2 화면비, 262,144컬러 (18비트), 유광 유리 소재로 보호된 LED 백라이트 TN LCD, 480 × 320 px (HVGA) 163 ppi, 200:1 명암비 | 3.5 in (89 mm), 3:2 화면비, 262,144컬러 (18비트), 유광 유리 소재로 보호된 LED 백라이트 TN LCD, 480 × 320 px (HVGA) 163 ppi, 200:1 명암비 | 3.5 in (89 mm), 3:2 화면비, 16,777,216컬러 (18비트 + FRC), 유광 유리 소재로 보호된 LED 백라이트 TN LCD, 960 × 640 px 326 ppi, 800:1 명암비 | 4 in (100 mm), ~16:9 화면비, LED 백라이트 IPS TFT LCD, 1,136 × 640 px 326 ppi, 800:1 명암비         | 4 in (100 mm), ~16:9 화면비, LED 백라이트 IPS TFT LCD, 1,136 × 640 px 326 ppi, 800:1 명암비         | 4 in (100 mm), ~16:9 화면비, LED 백라이트 IPS TFT LCD, 1,136 × 640 px 326 ppi, 800:1 명암비                                                         | 4 in (100 mm), ~16:9 화면비, LED 백라이트 IPS TFT LCD, 1,136 × 640 px 326 ppi, 800:1 명암비                                                               |
| 입력               | 입력               | 멀티 터치 터치 스크린 디스플레이, 가속도계, 조도 센서                                                                                    | 멀티 터치 터치 스크린 디스플레이, 볼륨 버튼, 가속도계, 조도 센서                                                                         | 멀티 터치 터치 스크린 디스플레이, 볼륨 버튼, 마이크 (새로운 이어폰의 일부), 음성 인식, 가속도계, 조도 센서                               | 멀티 터치 터치 스크린 디스플레이, 볼륨 버튼, 마이크, 음성 인식 가속도계, 3축 자이로, 조도 센서                                             | 멀티 터치 터치 스크린 디스플레이, 볼륨 버튼, 마이크, Siri 가속도계, 3축 자이로                      | 멀티 터치 터치 스크린 디스플레이, 볼륨 버튼, 마이크, Siri 가속도계, 3축 자이로                      | 멀티 터치 터치 스크린 디스플레이, 볼륨 버튼, 마이크, Siri 가속도계, 3축 자이로                                                                      | 멀티 터치 터치 스크린 디스플레이, 볼륨 버튼, 마이크, Siri 가속도계, 3축 자이로                                                                            |
| 프로세서           | 프로세서           | 620 MHz (언더클럭됨: 412 MHz, 기존: 400 MHz) 32비트 RISC ARM 1176JZ(F)-S v1.0 (32 KB L1) (삼성 S5L8900)                                  | 620 MHz (언더클럭됨: 533 MHz) ARM11 코어 (32 KB L1) (Zazelle 가속을 위한 내장 ARM7 코어 탑재) (삼성 S5L8720)                             | 833 MHz (언더클럭됨: 600 MHz) ARM Coretex-A8 (64 KB L1) (삼성 S5L8922)                                                                   | 1 GHz (언더클럭됨: 800 MHz) ARM Coretex-A8 애플 A4 (SoC)                                                                                   | 1 GHz (언더클럭됨: 800 MHz) ARM Coretex-A9 MPCore 듀얼코어 애플 A5 (SoC)                            | 1 GHz (언더클럭됨: 800 MHz) ARM Coretex-A9 MPCore 듀얼코어 애플 A5 (SoC)                            | 1.4 GHz (언더클럭됨: 1.1 GHz) 듀얼코어 애플 커스텀 ARMv8-A 64비트 애플 A8 + M8 모션 보조 프로세서                                                   | 2.34 GHz (언더클럭됨: 1.64 GHz) 쿼드코어 애플 커스텀 64비트 애플 A10 퓨전 (4코어: 2 Hurricane 고성능 코어, 2 Zephyr 고효율 코어) + M10 모션 보조 프로세서 |
| GPU                | GPU                | PowerVR MBX Lite GPU | PowerVR MBX Lite GPU | PowerVR SGX535 GPU | PowerVR SGX535 GPU | PowerVR SGX543MP2 (듀얼코어, 200 MHz) GPU                                                           | PowerVR SGX543MP2 (듀얼코어, 200 MHz) GPU                                                           | PowerVR GX6450 (쿼드코어, 450 MHz) GPU | 애플 커스텀 PowerVR GT7600 플러스 (헥사코어) GPU |
| 스토리지           | 스토리지           | 8, 16 및 32 GB | 8, 16 및 32 GB | 32 및 64 GB | 8, 16, 32 및 64 GB | 16, 32 및 64 GB                                                                                     | 16 GB                                                                                               | 16, 32, 64 및 128 GB | 32, 128 및 256 GB |
| 권장 판매 가격     | 권장 판매 가격     | $299 (8 GB); $399 (16 GB); $499 (32 GB)                                                                                                  | $229, 추후 $199 (8 GB); $299 (16 GB); $399 (32 GB)                                                                                       | $299 (32 GB); $399 (64 GB) | $229, 추후 $199 (8 GB); $199 (16 GB, 8 GB을 대체함); $299, 추후 $249 (32 GB); $399 (64 GB)                                                 | $199 (16 GB); $299, 추후 $249 (32 GB); $399, 추후 $299 (64 GB)                                      | $229                                                                                                | $199 (16 GB); $249, 추후 $199 (32 GB); $299 (64 GB); $399, 추후 $299 (128 GB)                                                                       | $199 (32 GB); $299 (128 GB); $399 (256 GB) |
| 메모리             | 메모리             | 128 MB LPDDR D램 | 128 MB LPDDR D램 | 256 MB LPDDR D램 | 256 MB LPDDR D램 | 512 MB LPDDR2 D램                                                                                   | 512 MB LPDDR2 D램                                                                                   | 1 GB LPDDR3 D램 | 2 GB LPDDR4 D램 |
| 커넥터             | 커넥터             | 30핀 커넥터 | 30핀 커넥터 | 30핀 커넥터 | 30핀 커넥터 | 라이트닝 커넥터 (8핀)                                                                               | 라이트닝 커넥터 (8핀)                                                                               | 라이트닝 커넥터 (8핀) | 라이트닝 커넥터 (8핀) |
| 연결               | 연결               | 와이파이 (802.11b/g), 30핀 커넥터 극세사 천 (1세대 및 2세대 전용) 및 이어폰 포함                                                         | 추가된 사양: 블루투스 2.1 + EDR (아이폰 OS 3.0 이상에 적용), 내장 스피커, 하드웨어에 볼륨 조절 장치 적용, 나이키 +                       | 추가된 사양: 음성 인식, 볼륨 조절 장치가 적용된 이어폰과 및 마이크 포함                                                                  | 추가된 사양: 와이파이 (802.11b/g/n) (802.11n, 2.4 GHz) 3축 자이로 내장 마이크 이어폰 포함 (마이크와 볼륨 조절장치 제외)                    | 추가된 사양: 와이파이 (802.11a/b/g/n) (802.11n, 2.4 GHz 및 5 GHz) Siri 사용 가능 개선된 이어폰 포함 | 추가된 사양: 와이파이 (802.11a/b/g/n) (802.11n, 2.4 GHz 및 5 GHz) Siri 사용 가능 개선된 이어폰 포함 | 추가된 사양: 와이파이 (802.11 a/b/g/n/ac) | 추가된 사양: 와이파이 (802.11 a/b/g/n/ac) |
| 터치 Loop          | 터치 Loop          | 아니요 | 아니요 | 아니요 | 아니요 | 예                                                                                                  | 아니요                                                                                              | 아니요 | 아니요 |
| GLONASS            | GLONASS            | 빈칸 | 빈칸 | 빈칸 | 빈칸 | 빈칸                                                                                                | 빈칸                                                                                                | 빈칸 | 빈칸 |
| GPS                | GPS                | 빈칸 | 빈칸 | 빈칸 | 빈칸 | 빈칸                                                                                                | 빈칸                                                                                                | 빈칸 | 빈칸 |
| 자력계             | 자력계             | 빈칸 | 빈칸 | 빈칸 | 빈칸 | 빈칸                                                                                                | 빈칸                                                                                                | 빈칸 | 빈칸 |
| 블루투스           | 블루투스           | 빈칸 | 블루투스 2.1 + EDR | 블루투스 2.1 + EDR | 블루투스 2.1 + EDR | 블루투스 4.0                                                                                        | 블루투스 4.0                                                                                        | 블루투스 4.1 | 블루투스 4.1 |
| 카메라             | iSight             | 빈칸 | 빈칸 | 빈칸 | 70만 화소 BSI + CMOS 이미지 센서, 720p HD 영상 촬영 (30 fps) 및 70만 화소 사진 촬영                                                        | 500만 화소 BSI, 1080p HD 영상 촬영 (30 fps), LED 플래시                                             | 빈칸                                                                                                | 800만 화소 BSI, 1080p HD 영상 촬영 (30 fps), 3배 줌, 720p 슬로모션 비디오 (120 fps), 타임랩스 비디오, 시네마틱 비디오 안정화, 노출도 조절, 파노라마 | 800만 화소 BSI, 1080p HD 영상 촬영 (30 fps), 3배 줌, 720p 슬로모션 비디오 (120 fps), 타임랩스 비디오, 시네마틱 비디오 안정화, 노출도 조절, 파노라마       |
| 카메라             | FaceTime           | 빈칸 | 빈칸 | 빈칸 | 30만 화소 (VGA) 사진 및 영상 촬영 (최대 30fps)                                                                                             | 120만 화소 사진 및 720p 영상 촬영 (최대 30fps)                                                      | 120만 화소 사진 및 720p 영상 촬영 (최대 30fps)                                                      | 120만 화소 BSI 사진 및 720p HD 영상 촬영 | 120만 화소 BSI 사진 및 720p HD 영상 촬영 |
| 오디오 코덱        | 오디오 코덱        | 울프슨 마이크로일렉트로닉스 WM8758BG | 시러스 로직 CS42L58 (338S055C) | 시러스 로직 CLI1480A (338S0559) | 시러스 로직 338S0589 | 시러스 로직 338S1077                                                                                | 시러스 로직 338S1077                                                                                | 시러스 로직 338S1116 | 시러스 로직 338S1116 |
| 보청기와의 연동    | 보청기와의 연동    | 빈칸 | 빈칸 | 빈칸 | 빈칸 | 예                                                                                                  | 예                                                                                                  | 예 | 예 |
| 실시간 듣기        | 실시간 듣기        | 빈칸 | 빈칸 | 빈칸 | 빈칸 | 예                                                                                                  | 예                                                                                                  | 예 | 예 |
| 재질               | 재질               | 유리 디스플레이, 스테인리스 재질 후면 및 알루미늄, 와이파이 안테나 탑재를 위한 플라스틱 베젤                                             | 유리 디스플레이, 조각된 스테인리스 재질 후면, 와이파이 및 블루투스 안테나 탑재를 위한 플라스틱 베젤                                      | 유리 디스플레이, 조각된 스테인리스 재질 후면, 와이파이 및 블루투스 안테나 탑재를 위한 플라스틱 베젤                                      | 유리 디스플레이, 스테인리스 재질 후면 및 베젤                                                                                              | 유리 디스플레이, 조각된 알루미늄 재질 후면, 와이파이 및 블루투스 안테나 탑재를 위한 플라스틱 베젤   | 유리 디스플레이, 조각된 알루미늄 재질 후면, 와이파이 및 블루투스 안테나 탑재를 위한 플라스틱 베젤   | 유리 디스플레이, 조각된 알루미늄 재질 후면, 와이파이 및 블루투스 안테나 탑재를 위한 플라스틱 베젤                                                   | 유리 디스플레이, 조각된 알루미늄 재질 후면, 와이파이 및 블루투스 안테나 탑재를 위한 플라스틱 베젤                                                         |
| 색상               |                    | | | | | | | | |
| 전력               | 전력               | 3.7 V 2.15 W·h (580 mA·h) | 3.7 V 2.73 W·h (739 mA·h) | 3.7 V 2.92 W·h (789 mA·h) | 3.7 V 3.44 W·h (930 mA·h) | 3.7 V 3.8 W·h (1,030 mA·h)                                                                          | 3.7 V 3.8 W·h (1,030 mA·h)                                                                          | 3.83 V 3.99 W·h (1,043 mA·h) | 3.83 V 3.99 W·h (1,043 mA·h) |
| 등재된 배터리 수명 | 등재된 배터리 수명 | 오디오: 22시간 비디오: 5시간 | 오디오: 36시간 비디오: 6시간 | 오디오: 30시간 비디오: 6시간 | 오디오: 40시간 비디오: 7시간 | 오디오: 40시간 비디오: 8시간                                                                        | 오디오: 40시간 비디오: 8시간                                                                        | 오디오: 40시간 비디오: 8시간 | 오디오: 40시간 비디오: 8시간 |
| 규격               | 규격               | 110 mm (4.3 in) 높이 61.8 mm (2.43 in) 폭 8 mm (0.31 in) 두께                                                                            | 110 mm (4.3 in) 높이 61.8 mm (2.43 in) 폭 8.5 mm (0.33 in) 두께                                                                          | 110 mm (4.3 in) 높이 61.8 mm (2.43 in) 폭 8.5 mm (0.33 in) 두께                                                                          | 110 mm (4.3 in) 높이 58 mm (2.3 in) 폭 7.1 mm (0.28 in) 두께                                                                               | 123.4 mm (4.86 in) 높이 58.6 mm (2.31 in) 폭 6.1 mm (0.24 in) 두께                                  | 123.4 mm (4.86 in) 높이 58.6 mm (2.31 in) 폭 6.1 mm (0.24 in) 두께                                  | 123.4 mm (4.86 in) 높이 58.6 mm (2.31 in) 폭 6.1 mm (0.24 in) 두께                                                                                  | 123.4 mm (4.86 in) 높이 58.6 mm (2.31 in) 폭 6.1 mm (0.24 in) 두께                                                                                        |
| 무게               | 무게               | 120 g (4.2 oz) | 115 g (4.1 oz) | 115 g (4.1 oz) | 101 g (3.6 oz) | 88 g (3.1 oz)                                                                                       | 86 g (3.0 oz)                                                                                       | 88 g (3.1 oz) | 88 g (3.1 oz) |
| 온실가스 배출량    | 온실가스 배출량    | 빈칸 | 30 kg CO2e | 33 kg CO2e | 50 kg CO2e | 60 kg CO2e                                                                                          | 45 kg CO2e                                                                                          | 70 kg CO2e | |
| 하드웨어 버전      | 하드웨어 버전      | 아이팟1,1 | 아이팟2,1 | 아이팟3,1 | 아이팟4,1 | 아이팟5,1                                                                                           | 아이팟5,1                                                                                           | 아이팟7,1 | 아이팟9,1 |
| 모델 번호          | 모델 번호          | A1213 | A1288 A1319 (중국) | A1318 | A1367 | A1421                                                                                               | A1509                                                                                               | A1574 | A2178 |
| FCCID              | FCCID              | BCGA1213 | BCGA1288 | BCG-2310 | BCG-E2407 | BCG-A1421                                                                                           | BCG-A1421                                                                                           | BCGA1574 | BCG-A2178 |
| 출시됨             | 출시됨             | 8 및 16 GB: 2007년 9월 5일 32 GB: 2008년 2월 27일                                                                                        | 8, 16, 및 32 GB: 2008년 9월 9일 8 GB (MC 모델): 2009년 9월 9일                                                                           | 2009년 9월 9일 | 블랙 색상 (8, 32, 및 64 GB): 2010년 10월 1일 화이트 색상 (8, 32, 및 64 GB): 2011년 10월 12일 블랙 및 화이트 색상 (16 GB): 2012년 9월 12일  | 32 및 64 GB: 2012년 10월 11일 16 GB: 2014년 6월 26일                                                | 2013년 5월 30일                                                                                     | 2015년 7월 15일 | 2019년 5월 28일 |
| 판매 중단됨        | 판매 중단됨        | 2008년 9월 9일 | 8, 16, 및 32 GB: 2009년 9월 9일 8 GB (MC 모델): 2010년 9월 1일                                                                           | 2010년 9월 1일 | 8 및 64 GB: 2012년 9월 12일 16 및 32 GB: 2013년 5월 30일                                                                                   | 2015년 7월 15일                                                                                     | 2014년 6월 26일                                                                                     | 16 및 64 GB: 2017년 7월 27일 32 및 128 GB: 2019년 5월 28일                                                                                          | 생산중 |
| 판매 지원 중단됨   | 판매 지원 중단됨   | 2010년 7월 21일 | 2011년 3월 9일 | 2012년 9월 19일 | 2014년 2월 21일 | 2016년 9월 13일                                                                                     | 2016년 9월 13일                                                                                     | 2020년 7월 15일 | 지원됨 |

## 같이 보기
- iOS 제품 목록
- 스마트폰 비교